# New Deal

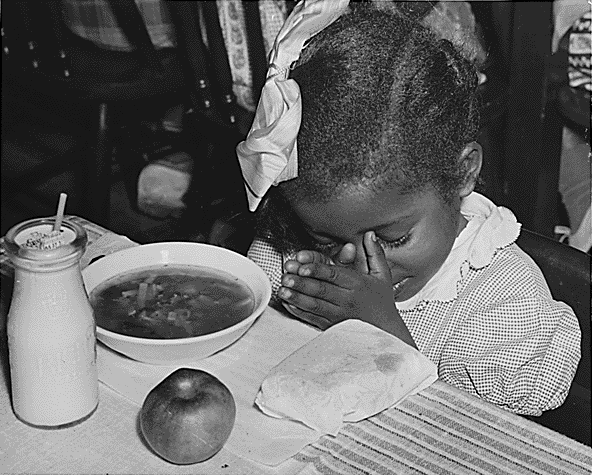
Ein Schulspeisungsprogramm gegen die Unterernährung von Kindern war eine der Maßnahmen zur Linderung der Not.

Der New Deal (amerikanisches Englisch: [nuː diːl]) war eine Serie von Wirtschafts- und Sozialreformen, die in den Jahren 1933 bis 1938 unter US-Präsident Franklin Delano Roosevelt als Antwort auf die Weltwirtschaftskrise durchgesetzt wurden. Er stellt einen großen Umbruch in der Wirtschafts-, Sozial- und Politikgeschichte der Vereinigten Staaten dar. Die zahlreichen Maßnahmen wurden von Historikern unterteilt in solche, die kurzfristig die Not lindern sollten (englisch relief ‚Erleichterung‘), in Maßnahmen, welche die Wirtschaft beleben sollten (recovery ‚Erholung‘), und in langfristige Maßnahmen (reform ‚Reform‘). Unter relief fielen die Hilfen für die zahlreichen Arbeitslosen und Armen, unter recovery unter anderem die Änderung der Geldpolitik und unter reform zum Beispiel die Regulierung der Finanzmärkte und die Einführung von Sozialversicherungen.
Die Frage, wie erfolgreich der New Deal war, ist bis heute umstritten. Der desolate Zustand der amerikanischen Wirtschaft konnte überwunden werden, andererseits wurde erst 1941 Vollbeschäftigung erreicht. Mit dem Social Security Act von 1935 wurde der Grundstein des amerikanischen Sozialstaates gelegt, soziale Sicherheit für alle und eine „gerechte“ Einkommens- und Vermögensverteilung wurden jedoch nicht erreicht. Unbestritten ist, dass der Staat mit seiner massiven Interventionspolitik einer entmutigten und desorientierten Nation neue Hoffnung gab. Anders als im Deutschen Reich und in vielen anderen Ländern konnte die Demokratie in den Vereinigten Staaten während der Weltwirtschaftskrise bewahrt werden. Die Marktwirtschaft wurde gerettet, indem vor allem durch Regulierung des Bankensystems und des Wertpapierhandels eine stabilere Wirtschaftsordnung geschaffen wurde.
Seit dem New Deal wird Liberalismus in den Vereinigten Staaten eher mit einer arbeitnehmerfreundlichen Politik als mit der Verteidigung unternehmerischer Freiheit assoziiert. Als „liberals“ gelten seit den 1960er Jahren solche Bürger und Politiker, die sich auf die Tradition des New Deal berufen, eine arbeitnehmerfreundliche Politik betreiben und für die Erweiterung der Bürgerrechte eintreten.
New Deal ist eine Redewendung der englischen Sprache und bedeutet so viel wie „Neuverteilung der Karten“. Roosevelt verwandte die Redewendung im Präsidentschaftswahlkampf von 1932 zunächst nur als suggestiven Slogan. New Deal setzte sich dann in der Folgezeit als Begriff zur Bezeichnung der Wirtschafts- und Sozialreformen durch.

## Vorgeschichte (1929–1933)

### Finanz- und Wirtschaftskrise

Entwicklung des Pro-Kopf-Einkommens der Vereinigten Staaten im internationalen Vergleich

Arbeitslosigkeit in den Vereinigten Staaten seit 1890

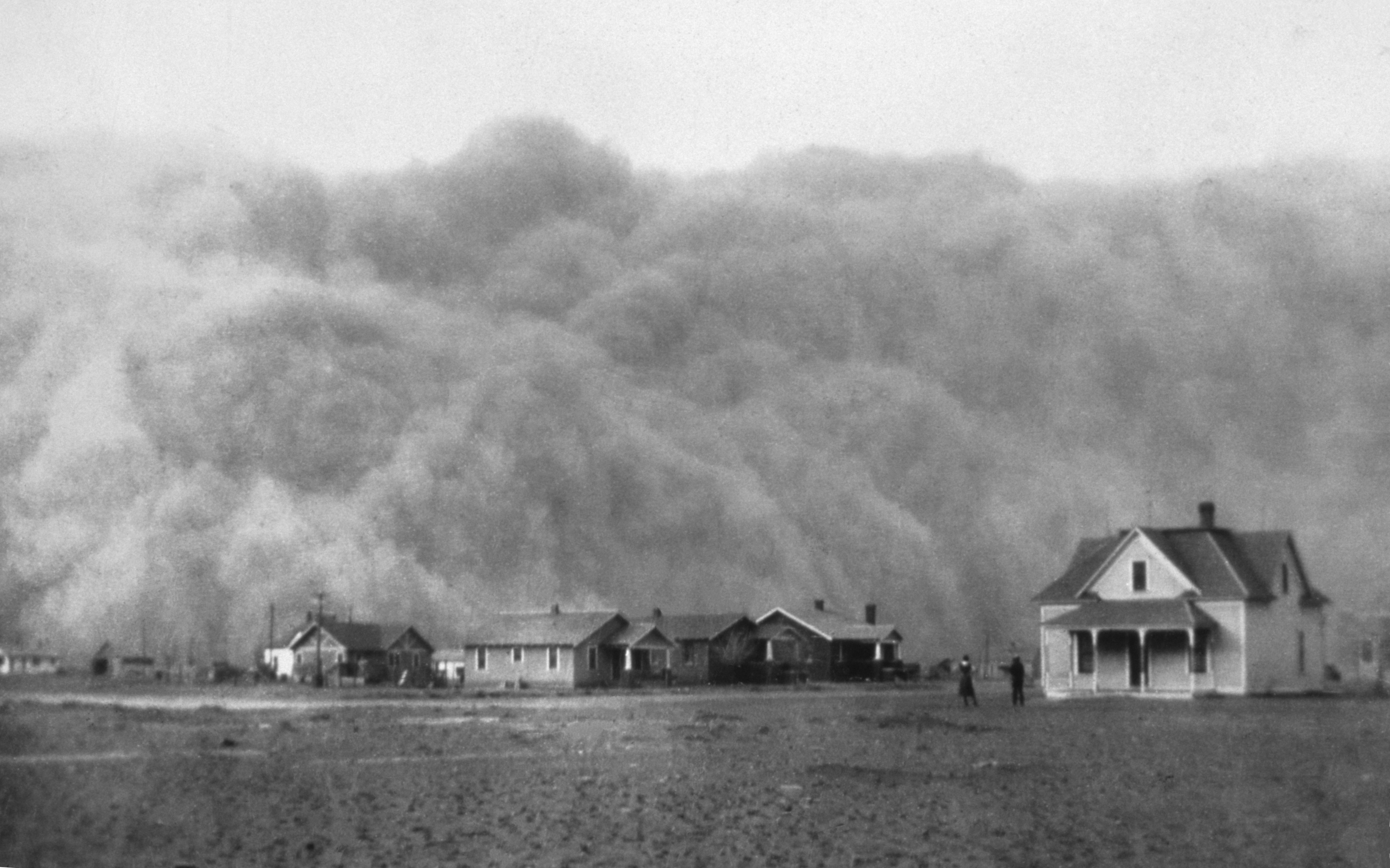
Dust Bowl: Ein Staubsturm bedroht die Stadt Stratford in Texas

Herbert Hoover (links) und Franklin D. Roosevelt (rechts) auf dem Weg zum Kapitol zur Amtseinführung Roosevelts, 4. März 1933

Beginnend mit dem Börsencrash von 1929 (Schwarzer Donnerstag) entwickelte sich die Weltwirtschaftskrise, die ihren Höhepunkt in den Jahren 1932/33 erreichte. Neben dem Deutschen Reich gehörten die Vereinigten Staaten zu den am schwersten betroffenen Ländern. Von 1929 auf 1933 hatte sich das Bruttoinlandsprodukt beinahe halbiert. Infolge der Finanzkrise mussten 40 % der Banken (9.490 von ursprünglich 23.697 Banken) wegen Insolvenz aufgelöst werden. Der landwirtschaftliche Sektor befand sich ebenfalls in einer Krise, eine große Zahl von Landwirten konnte die Kreditzinsen nicht mehr zahlen. Zusätzlich wurden die Great Plains von 1930 bis 1938 von der Dust-Bowl-Periode heimgesucht, in der viele Dörfer und Farmen unter Staub begraben wurden. Infolge des Dust Bowl mussten 2,5 Millionen Menschen ihre Farmen aufgeben.
Die Arbeitslosenquote stieg von 3 % im Jahr 1929 auf 24,9 % im Jahr 1933. Viele Firmen versuchten durch Arbeitszeitkürzungen Entlassungen zu vermeiden. Im Jahr 1931 musste jeder dritte Arbeitnehmer unter hohen Lohnkürzungen mit Teilzeitarbeit auskommen. Damals gab es in den Vereinigten Staaten noch kein soziales Sicherheitsnetz, vor allem keine öffentliche Arbeitslosenversicherung und keine öffentliche Rentenversicherung. Einige Arbeitgeber und Gewerkschaften hatten zwar für ihre Arbeiter private Arbeitslosenversicherungen abgeschlossen, dieser Versicherungsschutz betraf aber weniger als 1 % der Arbeiter und Angestellten. Es gab auch noch keinen Einlagensicherungsfonds. Als Tausende von Banken in Insolvenz fielen, verloren viele Bürger all ihre Ersparnisse.
Da die Bundesstaaten und die Städte rechtlich verpflichtet waren, jedes Jahr für einen ausgeglichenen Haushalt zu sorgen, reagierten sie auf den in der Krise stark angestiegenen Bedarf an Sozialhilfe zumeist mit Absenkung des Sozialhilfeniveaus, so dass Sozialhilfe nur den Ärmsten der Armen gewährt wurde. Im Jahr 1932 erhielt nur ein Viertel aller Arbeitslosen und ihrer Familien staatliche Unterstützung. Dabei orientierte sich die Sozialhilfe in den meisten Städten am physischen Existenzminimum, in Philadelphia beispielsweise musste die Unterstützung auf ein Niveau gekürzt werden, mit dem nur noch zwei Drittel der zur Gesundheitserhaltung notwendigen Nahrungsmenge gekauft werden konnte. Trotz einer erheblichen Überproduktion an Lebensmitteln herrschte in vielen Teilen des Landes Hungersnot, vereinzelt gab es Hungertote. In vielen Städten entstanden Elendsviertel, die nach dem amtierenden Präsidenten als Hooverville bezeichnet wurden.

### Reaktion der Regierung Hoover
Präsident Herbert Hoover befürwortete als Libertärer eine größtmögliche staatliche Zurückhaltung in Bezug auf die Regulierung der Wirtschaft und setzte auf das Prinzip der Selbsthilfe der Bürger. Er hoffte zunächst, dass die Krise von selbst ein Ende finden werde. Ab Oktober 1930 versuchte er, die Situation der Arbeitslosen und ihrer Familien durch Gründung privater Hilfsorganisationen zu lindern. Das President's Emergency Committee for Employment und seine Nachfolgeorganisation, die President's Organization on Unemployment Relief sammelten private Spenden, die an Bedürftige verteilt wurden. Den Organisationen gelang es zwar, die Summe der Privatspenden zu erhöhen, als Mittel zur Linderung der Not waren diese Summen jedoch bei weitem nicht ausreichend.
Nachdem sich die Krise in ihrem dritten Jahr (1931) erheblich verschärft hatte, wechselte Hoover die Strategie und eröffnete eine Phase des Experimentierens, um nach möglichen Lösungen zu suchen. Im Präsidentschaftswahlkampf von 1932 erklärte er die Wiederherstellung des Vertrauens in die Wirtschaftskraft des Landes zum größten Problem. Dieses stelle sich am sichersten wieder ein, wenn der Staat wieder einen ausgeglichenen Haushalt vorweisen könne. Der Revenue Act von 1932 brachte eine deutliche Steuererhöhung. Damit wollte Hoover sicherstellen, dass der Staat keine Kredite mehr aufnehmen musste und somit auch nicht mehr mit Privaten konkurrierte, die verzweifelt um Kredite nachsuchten. Unter Wahrung der Doktrin staatlicher Nichteinmischung in die Wirtschaft versuchte er, die Unternehmen zu privaten Initiativen gegen die Rezession zu bewegen (Voluntarismus). Solche Initiativen, wie zum Beispiel die National Credit Association, mit der starke Banken schwache stützen sollten, scheiterten jedoch. Aufgrund dieser Erfahrungen kam Hoover in seinem letzten Regierungsjahr zu der Erkenntnis, dass freiwillige Lösungen nicht ausreichten. Mit Gründung der Reconstruction Finance Corporation machte er Bankenrettungen schließlich zur Staatsaufgabe. Die im Kongress erfolgreiche Gesetzesinitiative von Robert F. Wagner zur Einführung einer öffentlichen Arbeitslosenversicherung verhinderte er, indem er als Präsident ein Veto einlegte. Widerstrebend unterzeichnete er ein vom Kongress als Kompromiss verabschiedetes Gesetz, das Arbeitsbeschaffungsprogramme mit einem Volumen von 1,5 Milliarden Dollar schuf. Das Geld wurde unter anderem für die Errichtung des Hoover Dam eingesetzt.

### Roosevelts Wahlkampf (1932)
Franklin D. Roosevelts politisches Programm blieb im Wahlkampf unscharf und unklar, seine generelle Haltung war jedoch allgemein bekannt. Wie sein Cousin Theodore Roosevelt, der von 1901 bis 1909 Präsident der Vereinigten Staaten gewesen war, war auch er ein Progressiver. Seiner Ansicht nach sollte der Staat überall da eingreifen, wo es im öffentlichen Interesse notwendig war. Sein Bestreben ging dahin, der Mittel- und Unterschicht der Gesellschaft ein Mindestmaß an ökonomischer Sicherheit zu gewährleisten, eine Sicherheit, die für die Oberschicht selbstverständlich war, der Roosevelt als „Patrizier“ von Geburt an angehörte. Als Gouverneur von New York hatte er als einer der ersten mit einem beherzten Notprogramm auf die Depression reagiert und öffentliche Arbeitsprogramme geschaffen. Damit konnte er sich im Wahlkampf als klare Alternative zu Hoover präsentieren.
Bei seiner Nominierungsrede 1932 sprach er zum ersten Mal von einem „New Deal“:

“Throughout the nation men and women, forgotten in the political philosophy of the Government, look to us here for guidance and for more equitable opportunity to share in the distribution of national wealth... I pledge myself to a new deal for the American people. This is more than a political campaign. It is a call to arms.”

„Aus der ganzen Nation schauen Männer und Frauen auf uns, die von der politischen Philosophie der Regierung vergessen wurden, um Führung und eine gerechtere Chance auf einen Anteil am nationalen Wohlstand zu bekommen. Ich verpflichte mich zu einer Neuverteilung der Karten für das amerikanische Volk. Das ist mehr als eine politische Kampagne. Das ist ein Ruf zu den Waffen.“

Wie Hoover wollte er das Ziel eines ausgeglichenen Haushalts nicht aufgeben. Er sprach sich dafür aus, die Steuern deutlich zu erhöhen, damit das Existenzminimum eines jeden Bürgers gesichert werden könne. Er war der Ansicht, dass das tiefere Problem in einer zu ungleichen Verteilung der Kaufkraft – gepaart mit einem Übermaß an spekulativen Investitionen – liege.

“Do what we may to inject life into our ailing economic order, we cannot make it endure for long unless we bring about a wiser, more equitable distribution of national income … the reward for a day's work will have to be greater, on average, than it has been, and the reward for capital, especially capital that is speculative, will have to be less.”

„Was auch immer wir tun, um unserer maroden Wirtschaftsordnung Leben einzuhauchen, wir können dies nicht längerfristig erreichen, solange wir nicht eine sinnvollere, weniger ungleiche Verteilung des Nationaleinkommens erreichen… die Entlohnung für die Arbeit eines Tages muss – im Durchschnitt – höher sein als jetzt, und der Gewinn aus Vermögen, insbesondere spekulativ angelegtem Vermögen, muss niedriger sein.“

Am 2. Juli 1932, dem Tag seiner Nominierung als demokratischer Präsidentschaftskandidat, versprach Roosevelt einen „new deal for the American people“, ein Begriff, der sich später zur Bezeichnung der von ihm durchgeführten Reformen durchsetzte.

### Der Brain Trust
Im Wahlkampf 1932 stellte Roosevelt erstmals seinen Brain Trust vor. Es handelte sich um eine offene Gruppe von Wirtschafts- und Rechtsexperten, die Roosevelt beraten sollten. Gründungsmitglieder waren der Professor für Rechtswissenschaft Raymond Moley, der Ökonom Rexford Tugwell, der Professor für Rechtswissenschaft Adolf Augustus Berle, der Richter Samuel Rosenman, der Rechtsanwalt Basil O’Connor und der General Hugh S. Johnson. Diese Berater waren sich nicht in allen Fragen einig, es bestand aber Konsens in der grundsätzlichen Richtung der politischen Empfehlungen. Erstens gingen sie davon aus, dass sowohl die Gründe für die Depression als auch die Mittel dagegen in den Vereinigten Staaten selbst zu finden waren. Damit unterschieden sie sich von der Regierung Hoover, welche die Ursachen in Europa sah und einen Teil der Lösung in Protektionismus. Tugwell erklärte die Ursache der Großen Depression im Sinne der Unterkonsumtionstheorie damit, dass die Lohnzuwächse in den 1920er Jahren unter dem Produktivitätszuwachs geblieben seien, so dass den produzierten Gütern keine ausreichende Nachfrage mehr gegenüberstand. Diese Analyse beeinflusste auch einige Reden Roosevelts. Zweitens waren sie alle Progressive; sie gingen davon aus, dass die Konzentration von wirtschaftlicher Macht in großen Konzernen eine Verstärkung der staatlichen Regulierung erforderlich machte. Insbesondere Berle und Tugwell hatten sich intensiv mit Wettbewerbsrecht und insbesondere Kartellrecht befasst. Für die spätere Phase, den Second New Deal, wurden auch die stärker in der Tradition der Anti-Trust-Gesetzgebung zur Entflechtung von Trusts stehenden Felix Frankfurter und Louis Brandeis einflussreich.
Am 22. Februar 1933 bat Roosevelt die engagierte Sozialpolitikerin Frances Perkins, das Arbeitsministerium zu übernehmen. Sie stimmte unter der Bedingung zu, dass sie sich für ein Verbot von Kinderarbeit, die Schaffung einer Rentenversicherung und die Einführung von Mindestlöhnen einsetzen durfte. Roosevelt willigte ein, betonte jedoch, dass sie nicht sehr viel Hilfe von ihm erwarten könne. Sie wurde der erste weibliche Minister der Vereinigten Staaten und gehörte zu den wenigen Ministern, die über drei Legislaturperioden im Amt waren. Mit Unterstützung insbesondere durch Robert F. Wagner gelang ihr gegen erhebliche Widerstände die Grundsteinlegung des amerikanischen Sozialstaates.

## Entwicklung des New Deal
Historiker unterscheiden eine erste Phase („First New Deal“ – 1933 bis 1934) und eine zweite Phase („Second New Deal“ – 1935 bis 1938). Der „First New Deal“ befasste sich mit den dringlichsten wirtschaftlichen und sozialen Problemen der krisengeschüttelten Wirtschaft. Der „Second New Deal“ umfasste überwiegend längerfristige Maßnahmen.
Eine weitere geläufige Unterteilung ist die Einteilung in Maßnahmen, welche die soziale Situation der Menschen kurzfristig etwas erträglicher machen sollten (relief), in solche die eine wirtschaftliche Erholung herbeiführen sollten (recovery) und in Maßnahmen die längerfristig durch strukturelle Veränderungen eine Besserung herbeiführen sollten (reform).

### First New Deal (1933–1934)

#### 100-Tage-Programm
Nach dem Gewinn der Präsidentschaftswahl von 1932 trat Roosevelt am 4. März 1933 das Amt an. Zu diesem Zeitpunkt fürchteten die Bürger, dass alle Versuche, die Krise zu überwinden, an dem politischen System der Vereinigten Staaten scheitern könnten, in dem jede Initiative aufgrund der amerikanischen Ausprägung der Checks and Balances sehr stark von Kooperation abhängig ist. Der einflussreiche Journalist Walter Lippmann sah damals die größte Gefahr weniger darin, dass der Kongress Roosevelt zu viel Macht geben könnte, als vielmehr darin, dass ihm die nötige Unterstützung versagt würde. Diese Befürchtungen waren aber grundlos. In einer ersten Sondersitzungsperiode des 73. Kongresses vom 9. März bis zum 15. Juni, dem sogenannten „100-Tage-Programm“, gelang es Roosevelt, eine Reihe von grundlegenden Gesetzen zu verabschieden. Aufgrund der allgemeinen Sehnsucht nach einem Ende der Krise konnte Roosevelt das 100-Tage-Programm in einem beispiellosen Klima der überparteilichen Zustimmung abarbeiten. Dies gab den US-Bürgern neues Selbstvertrauen, die Vereinigten Staaten erholten sich nach dem Beinahezusammenbruch wieder.

“At the end of February we were a congeries of disorderly panic-stricken mobs and factions. In the hundred days from March to June we became again an organized nation confident of our power to provide for our own security and to control our own destiny.”

„Ende Februar waren wir ein Gemengsel ungeordneter, von Panik erfasster Pöbelhaufen und Splittergruppen. In den 100 Tagen von März bis Juni wurden wir wieder eine organisierte Nation mit der Zuversicht, aus eigener Kraft für unsere eigene Sicherheit zu sorgen und unser eigenes Schicksal zu kontrollieren.“

##### Reform des Bankensystems

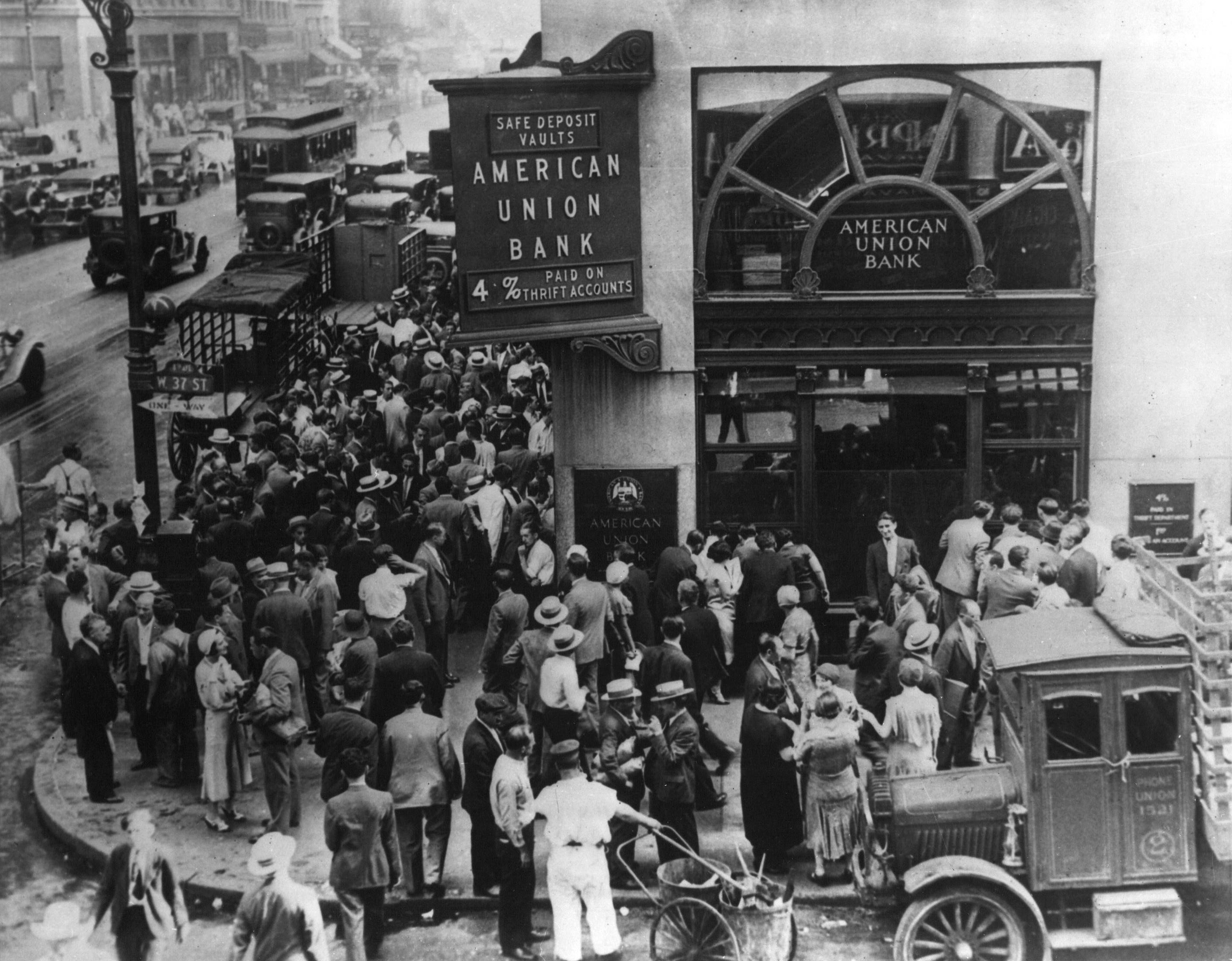
Menschen stehen vor der American Union Bank Schlange, um ihr Bankguthaben aufzulösen (Bank Run).

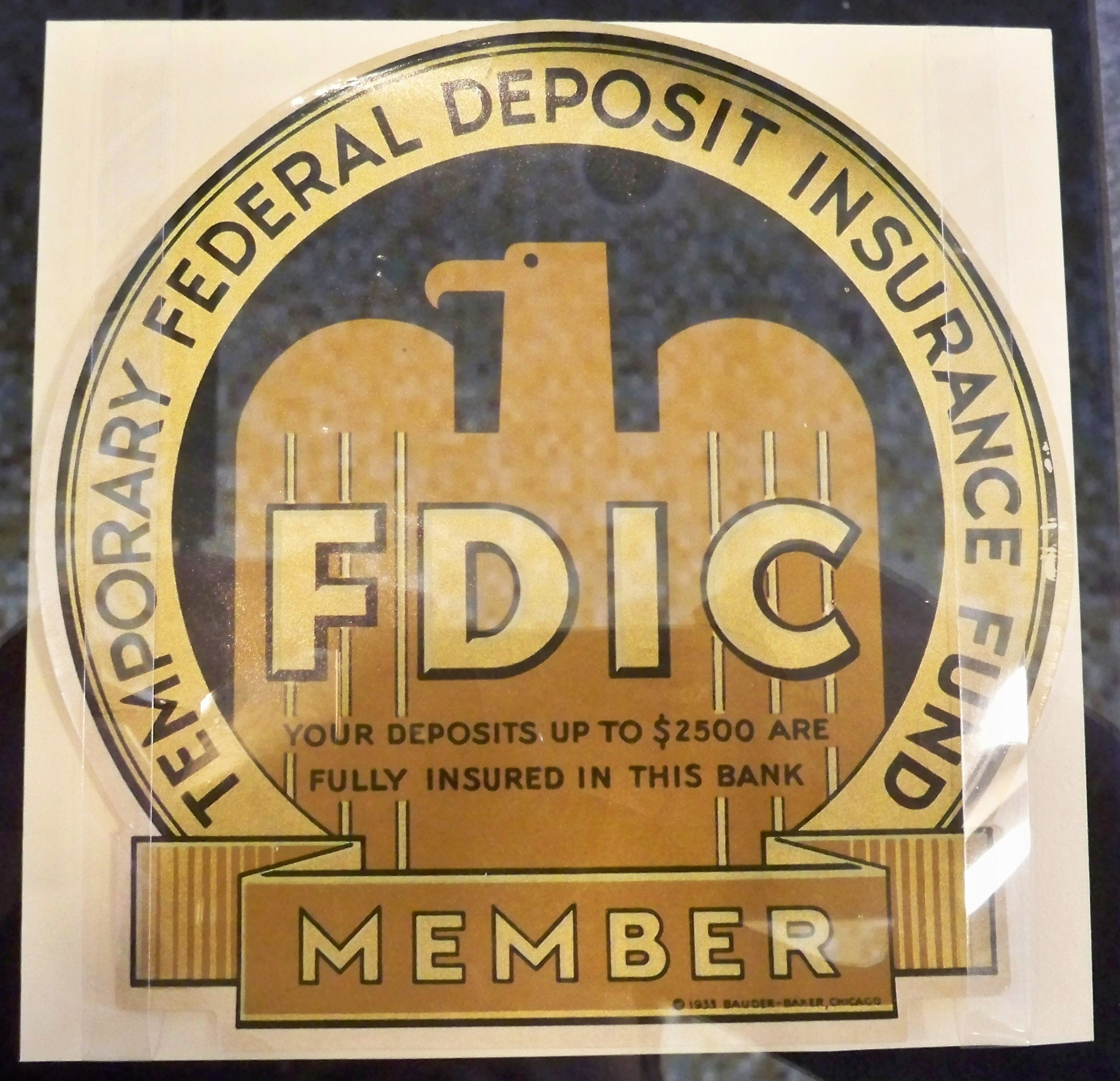
Das Plakat wies Bankkunden darauf hin, dass Einlagen von bis zu $2.500 pro Kunde bei der Federal Deposit Insurance Corporation versichert sind.

Von 1929 an wurde das US-Finanzsystem durch Bank Runs destabilisiert. Diese entstanden, weil bekannt wurde, dass viele Banken faule Kredite angehäuft bzw. im Investmentbanking hohe Verluste gemacht hatten. Aus Angst um ihr Vermögen versuchten daraufhin viele Bankkunden, ihre Bankeinlagen abzuheben, was zu Zahlungsunfähigkeit und Bankrott von Banken führte, weil sie längerfristig angelegtes Geld nicht sofort verfügbar machen konnten. Bank Runs entstanden oft auf Basis von Gerüchten, so dass auch relativ gesunde Banken Opfer einer solchen Entwicklung werden konnten. Dadurch, dass immer mehr Bürger ihr Geld vorsorglich zuhause horteten, stand den Banken insgesamt auch immer weniger Geld zur Verfügung. Hieraus entwickelte sich eine Kreditknappheit, welche die Vergabe oder Verlängerung von Privat- und Firmenkrediten vielfach unmöglich machte. Dadurch gerieten sehr viele Privatleute und Firmen in den Bankrott, was wiederum die Bankenkrise verschärfte und der Realwirtschaft einen großen Schaden zufügte. Der durch den Zusammenbruch des Bankensystems verursachte wirtschaftliche Schaden war ein wesentlicher Grund für die außergewöhnliche Länge und Schwere der Großen Depression. Als Maßnahme gegen die Bank Runs hatte bereits Hoover den Bank Holiday geplant, dann aber verworfen, weil er befürchtete, dadurch eine Panik auszulösen. Roosevelt hingegen hielt über das Radio verbreitet eine Ansprache, die in der Atmosphäre eines Kamingesprächs gehalten war, und erklärte der Bevölkerung in einfachen Worten die Ursachen der Bankenkrise, was die Regierung dagegen tun werde und wie die Bevölkerung helfen könne. Bereits zwei Tage nach Roosevelts Amtsübernahme, am 6. März 1933, wurden alle Banken angewiesen, für vier Tage zu schließen (Bank Holiday). In dieser Zeit wurde geprüft, welche Banken durch staatliche Kreditvergabe gerettet werden konnten und welche für immer schließen mussten. In dieser Zeit wurde auch die Emergency Banking Bill verabschiedet, mit der die Banken zukünftig unter Aufsicht des United States Department of the Treasury gestellt wurden. So gelang es, das Vertrauen der Bürger in das Bankensystem kurzfristig wiederherzustellen: Unmittelbar nach Wiedereröffnung der Banken erhöhte sich der Einlagenbestand um eine Milliarde Dollar.
Als weitere Gründe für die Bankenkrise sah der Gesetzgeber neben den Bank Runs das hohe Engagement vieler Banken in volatilen Wertpapieren, die mit dem plötzlichen Wertverfall im Zuge des Börsencrashs von 1929 existenzbedrohende Verluste verursacht hatten. Weiterhin hatten die Banken in den 1920er Jahren außergewöhnlich viele riskante Kredite vergeben. Es wurde vermutet, dass die hohe Risikobereitschaft vieler Banken auch darin begründet war, dass diese Wertpapiere niedriger Qualität, insbesondere Kreditverschreibungen mit hohem Ausfallrisiko, an weniger gut informierte Bankkunden verkauft werden konnten. Dem vermuteten bankinternen Interessenskonflikt, einerseits die Kunden gut zu beraten und andererseits mit eigenen Wertpapiergeschäften möglichst hohe Gewinne zu erzielen, wollte der Gesetzgeber einen Riegel vorschieben. Nach der Wiedereröffnung der Banken wurde der Glass-Steagall Act verabschiedet. Mit diesem Gesetz wurde das Trennbankensystem eingeführt. Geschäftsbanken wurden riskante Wertpapiergeschäfte verboten. Das für die Realwirtschaft bedeutsame Kredit- und Einlagengeschäft der Geschäftsbanken sollte so von risikoträchtigen Wertpapiergeschäften getrennt werden, die zukünftig spezialisierten Investmentbanken vorbehalten blieben. Weiterhin wurde die Federal Deposit Insurance Corporation gegründet. Dieser Einlagensicherungsfonds garantierte den Bankkunden eine Auszahlung der Bankeinlagen im Falle eines eventuellen Bankrotts einer Geschäftsbank. (Investmentbanken waren hingegen von dieser staatlichen Garantie ausgeschlossen). Diese Maßnahmen stärkten das Vertrauen in das Finanzsystem weiter. In der Folgezeit kam es zu keinen weiteren Bank Runs mehr. Auch brachten die Regelungen dem amerikanischen Bankensystem eine nie da gewesene Stabilität: Während selbst in der Zeit vor der Weltwirtschaftskrise mehr als fünfhundert Banken pro Jahr zusammenbrachen, waren es nach 1933 weniger als zehn pro Jahr. Der Glass-Steagall Act wurde 1999 aufgehoben, erlebte aber in der Finanzkrise ab 2007 eine Renaissance.

##### Finanzmarktregulierung
Vor 1933 wurden an der Wall Street Wertpapiere gehandelt, über die keine zuverlässigen Informationen verfügbar waren. Viele Unternehmen verzichteten darauf, regelmäßig Geschäftsberichte zu publizieren, oder publizierten auch nur ausgewählte Daten, welche die Anleger eher irreführten. Um die Art von wilden Spekulationen zu unterbinden, die zu dem Börsencrash von 1929 geführt hatten, wurde der Securities Act of 1933 erlassen. Mit diesem Gesetz wurden Wertpapier-Emittenten verpflichtet, realistische Informationen über ihre Wertpapiere herauszugeben. 1934 wurde die Securities and Exchange Commission (SEC) geschaffen, welche seither die Aufsicht über die US-Wertpapiergeschäfte führt. Diese Maßnahmen stärkten die Glaubwürdigkeit der Wall Street.

##### Geldpolitik

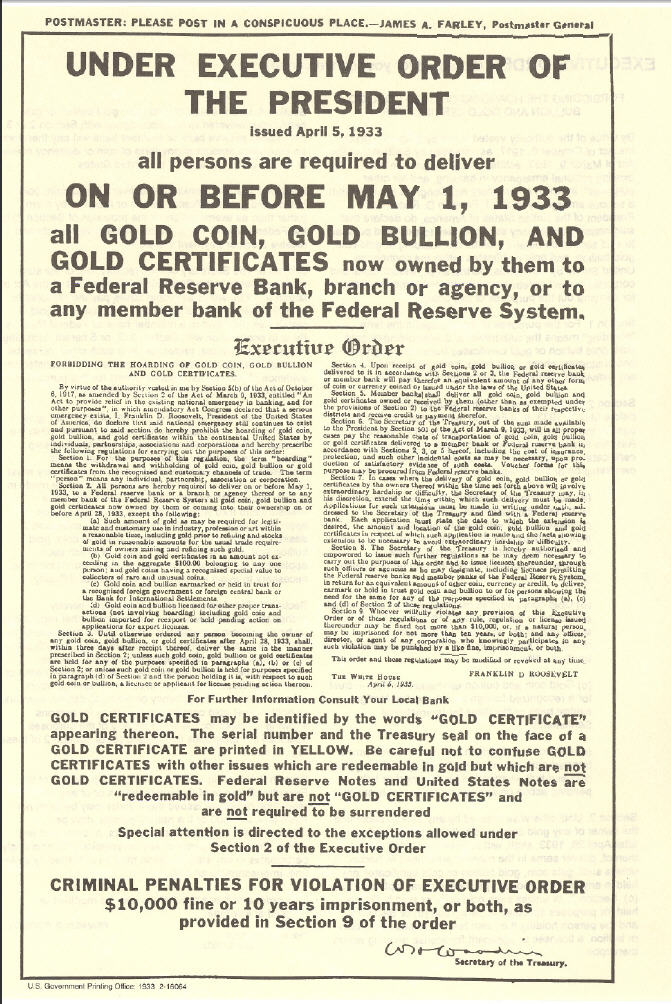
Mit Verfügung des Präsidenten (Executive Order 6102) wurde 1933 privater Goldbesitz verboten

Aufgrund des damals bestehenden Goldstandards, also der Bindung des Dollar an den Goldpreis, musste die amerikanische Notenbank FED so viel Gold halten, dass jeder Bürger jederzeit seine Dollars in eine äquivalente Goldmenge tauschen konnte. Die FED hätte in den Jahren der Rezession (1929–1933) eine expansive Geldpolitik verfolgen müssen, um die Deflation zu bekämpfen und das Bankensystem zu stabilisieren. Aufgrund des Goldautomatismus war eine antizyklische Geldpolitik aber nicht möglich, denn eine Senkung des Leitzinses hätte zu einem relativen Rückgang der Goldreserven geführt. Die FED hatte nur die Wahl, entweder der Deflation und der Bankenkrise freien Lauf zu lassen oder den Goldstandard zugunsten einer expansiven Geldpolitik aufzugeben, und entschied sich für ersteres. Nach monetaristischer Analyse der 1960er Jahre vertiefte die Kontraktion der Geldmenge die Rezession, die Reaktion der FED gilt heute als schwerer Fehler. Dieser Zusammenhang war in den 1930er Jahren allerdings noch unzureichend bekannt, erste Kritik an den Auswirkungen des Goldstandards kamen seinerzeit von Wirtschaftswissenschaftlern wie John Maynard Keynes. Um die Deflation zu beenden und die Geldmenge auszuweiten, ergriff die Regierung Roosevelt Maßnahmen, die bereits in Europa erfolgreich angewandt worden waren. Die Ausfuhr und privater Besitz von Gold und Silber wurden verboten, größerer Goldbesitz musste an die FED für $20,67 je Unze verkauft werden (Executive Order 6102). Mit dem Gold Reserve Act von 1934 wurde der Goldpreis (weit über dem Marktpreis) bei $35 je Unze festgesetzt. Da die Unze Gold nun mehr Dollar kostete, führte die Erhöhung des Goldpreises zu einer Abwertung des Dollar auf 59 % seines letzten offiziellen Wertes. Die Abwertung des Dollar bewirkte, dass Ausländer 15 % mehr amerikanische Güter kaufen konnten, der Export wurde so gefördert (Beggar thy neighbour). Durch diese Maßnahmen kam es zu einer faktischen Abkehr vom Goldstandard.

#### Maßnahmen gegen die Deflation

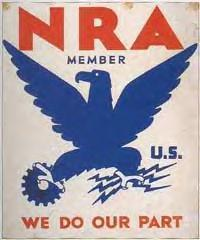
Unternehmen die sich zu fairem Wettbewerb und zum Verzicht auf Entlassungen verpflichteten, durften mit dem Blue Eagle werben.

Die Idee, die Unternehmer auf freiwilliger Basis zu dem Verzicht auf unfaire Preisunterbietungen und die Entlassung von Arbeitnehmern zu verpflichten, stammte ursprünglich von Präsident Hoover. Dieser wollte auf die Art die Deflation bekämpfen. Diese Idee wurde von Roosevelt aufgegriffen, sollte aber erheblich konsequenter umgesetzt werden. Hierzu wurde im Juni 1933 die National Recovery Administration (NRA) gegründet. Geführt wurde sie von Hugh S. Johnson. Die NRA erarbeitete in Zusammenarbeit mit Wirtschaftsvertretern einen Verhaltenskatalog, auf den sich Unternehmer freiwillig verpflichten konnten. Dazu gehörten der Verzicht auf unfairen (Preis-)Wettbewerb, Mindestpreise, Mindestlöhne, die Anerkennung von Gewerkschaften, die Einführung der 40-Stunden-Woche etc. Durch diesen Verhaltenskatalog sollte die Verhandlungsmacht von Gewerkschaften gestärkt und der marktwirtschaftliche Wettbewerb kontrolliert werden. Der Hintergedanke war, dass dadurch Preise und Löhne stabilisiert und die Deflation folglich eingedämmt werde. Dies sollte die Unternehmen in die Lage versetzen, wieder Arbeitnehmer einzustellen. Allerdings war die Selbstverpflichtung faktisch nicht ganz freiwillig. Die Teilnehmer an dem Programm durften in ihren Schaufenstern und auf ihren Waren mit dem Blue Eagle, dem Symbol der NRA, werben. Unternehmen, die mit diesem Symbol nicht werben konnten, gerieten in die Gefahr, von Kunden boykottiert zu werden. Auch beschwerten sich viele kleinere Firmen, dass es für größere Firmen viel leichter sei den Mindestlohn zu zahlen. Kurz vor Auslaufen des auf zwei Jahre befristeten Programms wurde die NRA 1935 vom Obersten Gerichtshof der Vereinigten Staaten für verfassungswidrig erklärt und musste die Tätigkeit einstellen.
Die Einkommen der Landwirte waren seit Mitte der 1920er Jahre kontinuierlich gefallen, allein zwischen 1929 und 1933 um 60 %. Im Kongress waren schon seit längerem etliche Hilfsmaßnahmen konzipiert worden, z. B. die Subvention von Exporten. Herbert Hoover hatte die Bildung von Genossenschaften zur Reduzierung der Investitionskosten und der laufenden Kosten angeregt, wieder andere hatten den staatlichen Ankauf und die Vernichtung von Lebensmitteln vorgeschlagen. Roosevelt wollte ähnlich wie in der Industrie auch in der Landwirtschaft den Preisverfall stoppen. Es wurden Beihilfen für Landwirte beschlossen, die ihre Produktion verringerten. Dadurch sollten die Preise für landwirtschaftliche Produkte stabilisiert werden. Die US-Regierung gewährte den Farmern dafür Geldmittel aus dem Agricultural Adjustment Act (AAA) vom 12. Mai 1933. Urheber dieser Idee war Rexford Tugwell, der damit argumentierte, dass die Verhinderung von Überproduktion für den Staat billiger sei, als ein späterer Ankauf und die Vernichtung überschüssiger Lebensmittel. Die Preise stabilisierten sich bald. Ein unerwünschter Nebeneffekt der Maßnahme war jedoch, dass Großgrundbesitzer die Produktivität ihres landwirtschaftlichen Betriebes erhöhten, indem sie Pächtern kündigten. Der AAA wurde 1936 vom Obersten Gerichtshof der Vereinigten Staaten ebenfalls für verfassungswidrig erklärt. Auch weil das Gesetz bei der ländlichen Bevölkerung sehr populär war, wurde der AAA hinsichtlich der Einwände des Obersten Gerichtshofs reformiert und neu verabschiedet. Er besteht im Wesentlichen noch heute.

#### Sonstige Hilfen für Landwirte
Die Schuldenkrise der Landwirte sollte mit dem Emergency Farm Mortgage Act gelindert werden. Die 1933 gegründete Farm Credit Administration organisierte die Umschuldung in längerfristige zinsgünstige Kredite. Die 1935 gegründete Resettlement Administration organisierte die Umsiedlung von Farmern, insbesondere solchen aus den vom Dust Bowl besonders betroffenen Regionen. Sie wurde 1937 durch die Farm Security Administration ersetzt, die Hilfen für in Not geratene Landwirte leistete.

#### Sozialpolitik

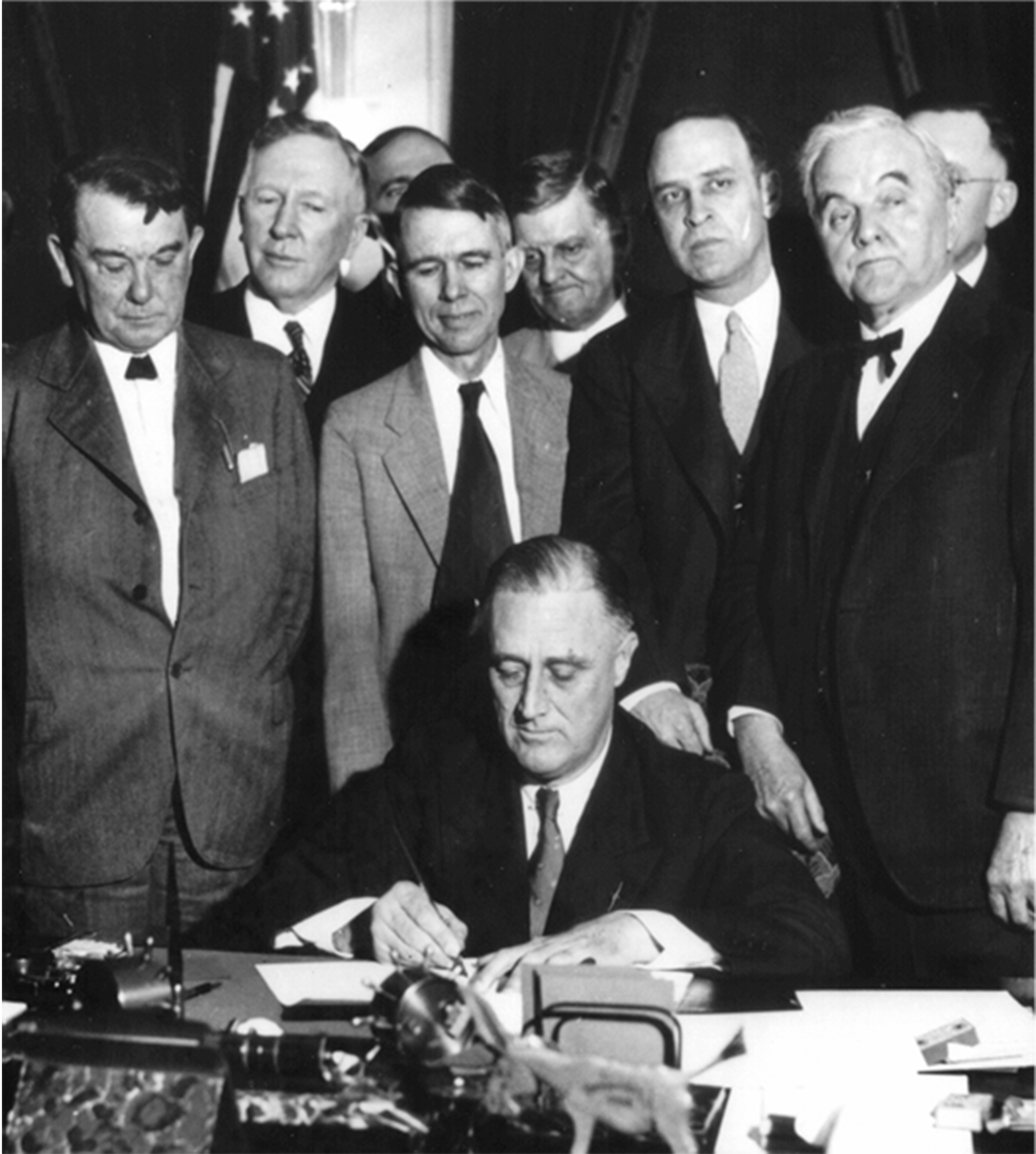
Franklin D. Roosevelt (sitzend) und George W. Norris (vorne rechts) bei der Gründung der Tennessee Valley Authority (1933)

Der Bonneville Dam war eines der Staudamm-Projekte der Public Works Administration.

Entsprechend der Haltung der meisten US-Bürger war auch die Roosevelt-Regierung der Ansicht, dass es für die Arbeitsmoral besser sei, Arbeitslosenunterstützung durch bezahlte Arbeit zu leisten. Aufgrund der sehr hohen Arbeitslosigkeit wurden Arbeitsbeschaffungsprogramme aufgelegt, welche die Situation kurzfristig erleichtern sollten (Relief). Durch Gründung des Civilian Conservation Corps (CCC) wurde für arbeitslose junge Männer im Alter zwischen 18 und 25 Jahren, deren Familien Sozialhilfe empfingen, Arbeitsplätze geschaffen. Der CCC wurde zu Aufforstungen, zur Bekämpfung von Waldbränden, zum Bau von Straßen und zur Bekämpfung von Bodenerosion eingesetzt. Bis 1942 beschäftigte der CCC insgesamt 2,9 Millionen junge Männer. Für die US-Bürger, denen keine Arbeit durch den CCC angeboten werden konnte, wurde die Federal Emergency Relief Administration gegründet, welche die von den Bundesstaaten gezahlte Sozialhilfe um ein Drittel aufstockte.
In Bezug auf die vom progressiven Flügel der Demokraten geforderten öffentlichen Bauvorhaben (public works) gab sich Roosevelt reserviert, weil diese bei ungeeigneten Projekten schnell zu einer relativ teuren Form der Armenfürsorge werden konnten. Er forderte, dass nur solche Projekte in Angriff genommen werden sollten, die sich einigermaßen selbst finanzierten. Der Arbeitsministerin Frances Perkins gelang es erst nach mehreren Anläufen, das Budget auf 3,3 Milliarden Dollar hochzuhandeln. Mit diesem Budget wurde die von Innenminister Harold L. Ickes geführte Public Works Administration gegründet, die vor allem in unterentwickelten Regionen die Infrastruktur (Straßen, Brücken, Staudämme, Schulgebäude, Kanalisationssysteme) ausbauen sollte. Einfacher war es in der Energiepolitik, wo Roosevelt einen längerfristigen ökonomischen Nutzen sah. Mit dem 1927 fertiggestellten Wilson-Staudamm gab es ein frühes, von Progressiven initiiertes öffentliches Bauprojekt, dessen Nutzung zur Stromerzeugung mit Hilfe der Präsidenten Calvin Coolidge und Hoover aus ideologischen Gründen erfolgreich sabotiert worden war. Der Staudamm war bis dahin gleichermaßen Symbol der Hoffnung wie auch der Frustration der Progressiven. Der Wilson Dam inspirierte jedoch Roosevelt und George W. Norris 1933 zur Gründung der Tennessee Valley Authority (TVA). Die Tennessee Valley Authority erwarb den Wilson Dam und ließ 20 weitere Staudämme im Tennessee Valley durch die Public Works Administration erbauen. Mit diesen Staudämmen sollten zukünftig Überschwemmungen verhindert, die Malaria ausgerottet und die bis dahin unterentwickelte Region mit Elektrizität versorgt werden.

#### Wohnungspolitik
In der Wohnungspolitik bestand grundsätzlich die Wahl zwischen öffentlichem Wohnungsbau und der Förderung des Eigenheimbaus. Anders als in den meisten europäischen Staaten setzte Roosevelt den Schwerpunkt auf die Eigenheimförderung. Die 1934 gegründete Federal Housing Administration (FHA) versicherte unter gewissen Umständen Eigenheimkredite der Banken. Vor 1934 bestand die Situation, dass Banken Eigenheimkredite nur mit einer kurzen Laufzeit von 5–10 Jahren vergaben. In den Fällen, in denen eine Garantie der FHA erfolgreich beantragt werden konnte, gewährten Banken zinsgünstigere Kredite mit Laufzeiten von bis zu 30 Jahren. In der Folgezeit erhöhte sich die Zahl der Eigenheimbesitzer von 4 % auf 66 % der Bevölkerung, wodurch auch die Bauindustrie gefördert wurde. Aufgrund der ursprünglich strikten Vergabekriterien profitierten in erster Linie weiße Mittelschichtsfamilien von der Eigenheimförderung. Diese Politik wurde teilweise dafür kritisiert, dass das untere Drittel der Bevölkerungsschicht von der Eigenheimförderung nicht profitieren konnte. In den 1990er Jahren wurde unter den Präsidenten George H. W. Bush, Bill Clinton und George W. Bush eine großzügigere Vergabepraxis initiiert, damit auch ärmere Familien bei einem Hauskauf unterstützt wurden. Es zeigte sich jedoch, dass diese riskanteren Kredite zu einem großen Teil notleidend wurden.
Im Rahmen des Second New Deal wurde 1937 die United States Housing Authority gegründet, die durch eine öffentliche Wohnungsbaupolitik Slums beseitigen sollte. Die Politik blieb aber auf die Hilfe für die Ärmsten der Armen beschränkt.

#### Außenhandelspolitik
Bereits mit dem Fordney–McCumber Tariff von 1922 hatten die Vereinigten Staaten als Reaktion auf die Rezession von 1920/21 das Prinzip des Freihandels aufgegeben. Mit dem unter der Präsidentschaft von Hoover verabschiedeten Smoot-Hawley Tariff Act von 1930 wurde schließlich eine ausgeprägte Schutzzollpolitik ergriffen. Es besteht mittlerweile ein großer Konsens unter Historikern und Wirtschaftswissenschaftlern, dass der Smoot-Hawley Tariff Act die Weltwirtschaftskrise verschärft hat. Politisch umstritten war er bereits von Beginn an, neben vielen prominenten Wissenschaftlern hatte sich auch Roosevelt gegen das Gesetz ausgesprochen. Auf Betreiben von Cordell Hull wurde 1934 der Reciprocal Trade Agreement Act verabschiedet. Mit dem Gesetz legte die Roosevelt-Regierung die ersten Grundlagen für eine Zollpolitik nach dem Prinzip der Meistbegünstigung. Durch den Abschluss von bilateralen Handelsverträgen wurde der amerikanische Außenhandel nach und nach wieder liberalisiert.

### Second New Deal (1935–1938)
Die Periode der Jahre 1935 bis 1938 wird oftmals als Second New Deal bezeichnet. In dieser Phase ging es überwiegend um langfristige Lösungen.

#### Politischer Druck auf Roosevelt
Nach der für die Demokratische Partei sehr erfolgreich verlaufenen Kongresswahl von 1934, einer sogenannten midterm election, konnte sich Roosevelt auf eine noch größere demokratische Mehrheit stützen. Zugleich änderte sich aber das politische Klima. Aufgrund der schweren Wirtschaftskrise hatte der First New Deal große überparteiliche Unterstützung in der Öffentlichkeit und im Kongress gefunden. Hinter dieser Einigkeit hatten sich jedoch die zwischen Demokraten und Republikanern sowie innerhalb der Demokratischen Partei bestehenden tiefen politischen Differenzen nur verborgen. Diese brachen wieder auf, als sich die konjunkturelle Situation wieder aufhellte. Nachdem sich die Wirtschaft zu erholen begann, kritisierten vor allem wohlhabende Geschäftsleute zunehmend den New Deal. Sie wandten sich gegen staatliche Regulierung der Wirtschaft, gegen die Höhe der Steuern, gegen den Umfang der Sozialhilfe und der öffentlichen Arbeitsbeschaffungsprogramme. Konservative („conservative“) Demokraten unter Führung von Al Smith, der 1932 in den Vorwahlen der demokratischen Partei gegen Roosevelt unterlegen war, gründeten 1934 die American Liberty League, die bis zu 36.000 Mitglieder hatte. Mit finanzieller Unterstützung zahlreicher Geschäftsleute führte die American Liberty League eine öffentliche Kampagne gegen den angeblichen Radikalismus des New Deal. Die Gesellschaft unterstützte auch eine rassistische Gruppe, die in den Südstaaten der USA Bilder verbreitete, auf denen die als Bürgerrechtlerin bekannte First Lady zusammen mit Afroamerikanern abgebildet war. Ein wichtiger Financier der American Liberty League war der DuPont-Erbe Irénée du Pont, der Roosevelt für einen „von Juden kontrolliert[en]“ Kommunisten hielt.
Du Pont plante Anfang 1934 zusammen mit seinen Brüdern einen Putsch gegen den Präsidenten. Als der dafür vorgesehene General und New-Deal-Gegner Smedley D. Butler Roosevelt informierte, stritt du Pont ab, etwas damit zu tun zu haben. Kritik am New Deal kam auch von links- und rechtsaußen. Die in der Krise erstarkte Kommunistische Partei der USA (CPUSA) kritisierte den New Deal als einen Versuch, den Kapitalismus zu bewahren. Der von Historikern als Demagoge eingestufte Charles Coughlin, der als Radiomoderator bis zu 30 Millionen Zuhörer hatte, versuchte mit antisemitischen und gegen den New Deal gerichteten Slogans eine eigene politische Karriere zu begründen.
Politisch einflussreich waren zu dieser Zeit insbesondere auch einige bisweilen als Populisten bezeichnete Persönlichkeiten. Francis Everett Townsend erlitt das für ältere Arbeitnehmer damals typische Schicksal, in der Großen Depression seine Arbeit und seine finanziellen Rücklagen verloren zu haben und keine neue Arbeit mehr finden zu können. Er warb für seinen Townsend Plan, der eine staatliche Altersrente für alle Bürger im Alter von über 60 Jahren vorsah. Der Plan galt als unfinanzierbar, da eine Altersrente von 200 $ im Monat versprochen wurde; diese lag also höher als ein durchschnittlicher Arbeitslohn. Außerdem sollten die Renten durch eine neue Umsatzsteuer finanziert werden, diese Art der Finanzierung hätte Menschen mit geringem Einkommen überdurchschnittlich stark belastet. Dennoch konnte er für seine Petition 20 Millionen Unterstützer vorweisen. Der demokratische Senator Huey Long hatte zunächst den New Deal unterstützt, sich dann aber 1934 von Roosevelt abgewandt, dessen Politik er für unzureichend hielt. Er gründete die Share Our Wealth Society, die jeder amerikanischen Familie ein jährliches Grundeinkommen von 2.000 $ versprach, das durch eine radikale Besteuerung hoher Einkommen und Vermögen gegenfinanziert werden sollte. Der Plan war zwar fiskalisch so nicht durchführbar, die Gesellschaft hatte jedoch 7 Millionen Mitglieder, und es bestand kein Zweifel, dass Long eine Präsidentschaftskandidatur anstrebte.
Die Erfolge der Populisten zeigten Roosevelt einerseits, dass es in der Bevölkerung durchaus große Unterstützung für die von Teilen seines Think Tanks befürworteten weitreichenderen Maßnahmen gegen die Depression und für soziale Sicherheit geben würde. Andererseits zeigten sie, dass politische Konkurrenz nicht nur von den Konservativen zu befürchten war. In den Kongress waren viele reformwillige Abgeordnete gewählt worden und Roosevelt war entschlossen, die Initiative zu behalten. Er wollte die von seinem Think Tank vorbereiteten und von ihm unterstützten Maßnahmen Gesetz werden lassen, bevor der Kongress in eigener Initiative Gesetze erlassen würde, die er vielleicht nicht würde mittragen können. Einige Historiker vertreten die Ansicht, dass der zweite Teil des New Deal nur als Reaktion auf den Druck durch die Populisten entstand. Dagegen spricht nach David M. Kennedy allerdings, dass die meisten Projekte bereits lange vor den Erfolgen der Populisten geplant und vorbereitet worden waren. Aufgrund der zeitlichen Perspektive könne lediglich der Wealth Tax Act als Antwort auf die Herausforderung durch die Populisten gesehen werden.

#### Einführung des Sozialstaates

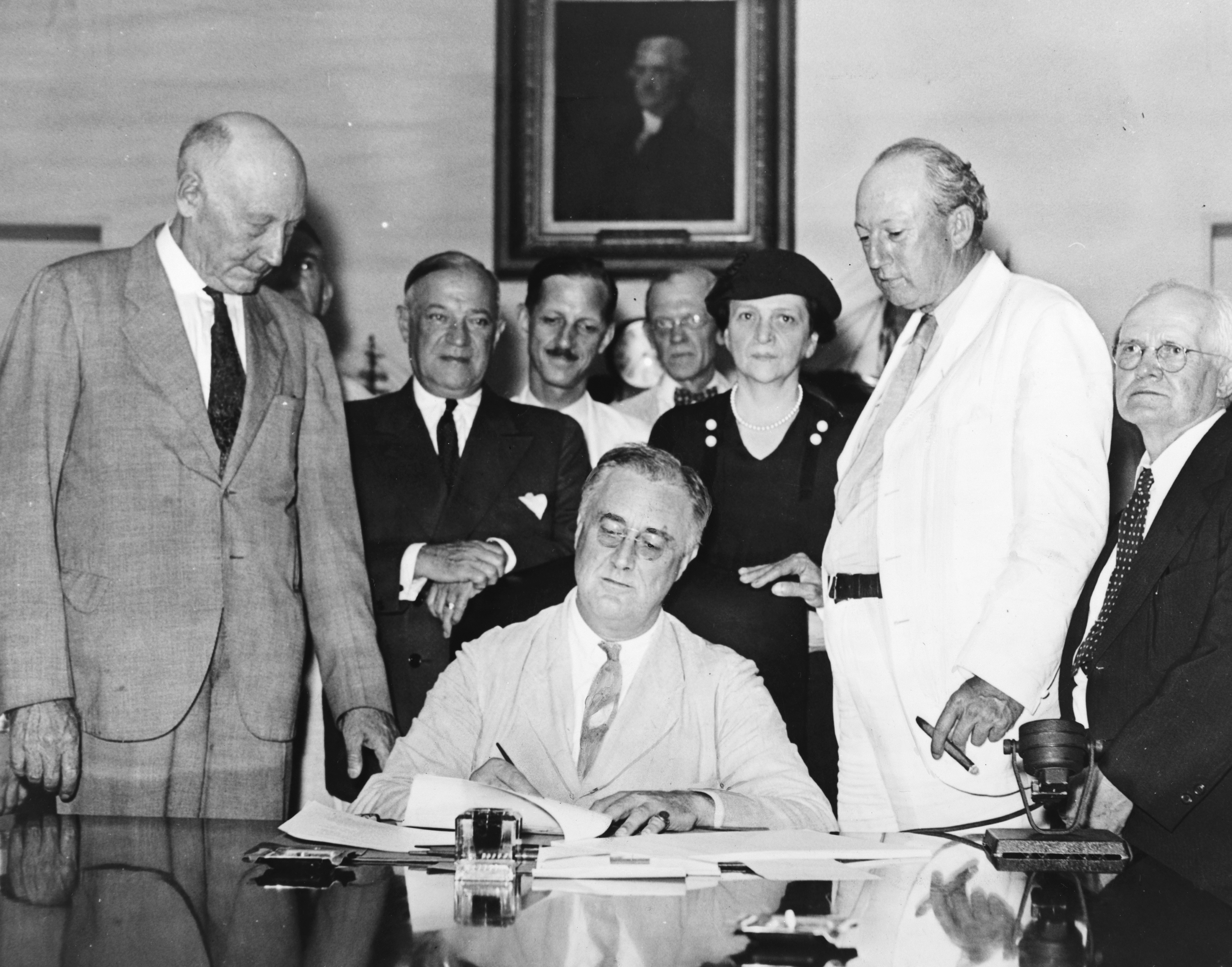
Präsident Roosevelt bei der Unterzeichnung des Social Security Act am 15. August 1935

Zeitgenössisches Werbeplakat für den Social Security Act

Die Große Depression hatte ältere Menschen besonders schwer getroffen, die überdurchschnittliche Schwierigkeiten hatten, Arbeit zu finden, und zu 50 % unter die Armutsgrenze fielen. Bis 1935 bestanden viele einzelne Sozialhilfeprogramme der Bundesländer zur Linderung der Armut, die mit Bundeszuschüssen aufgestockt wurden. Eine Arbeitslosenversicherung gab es bis dahin nur im Bundesstaat Wisconsin (eingeführt 1932, wirksam wurde sie ab 1934). Öffentliche Rentenversicherungen gab es formell in einigen Bundesstaaten, sie waren aber ausnahmslos alle stark unterfinanziert und damit praktisch bedeutungslos. Das Fehlen einer Sozialversicherung machte die Vereinigten Staaten unter den modernen Industriestaaten zu einem Ausnahmefall. Unter dieser Tatsache litten die Bürger während der Depression. Unter dem Vorsitz von Frances Perkins wurde die Einführung eines Sozialstaates nach europäischem Vorbild entwickelt. Mit seiner Hilfe sollten die sozialen Probleme bewältigt werden. Mit Verabschiedung des Social Security Act von 1935 wurden in den Vereinigten Staaten erste Sozialversicherungen eingeführt, so die Rentenversicherung (Social Security), eine Witwenrente für die Angehörigen der Opfer von Industrieunfällen und Hilfen für Behinderte sowie für alleinerziehende Mütter. Weiterhin wurden Bundeszuschüsse zu den in Verwaltung der Einzelstaaten betriebenen Arbeitslosenversicherungen eingeführt. Zur Finanzierung wurde eine neue Steuer (die Payroll tax) eingeführt, mit der ein Arbeitgeberanteil und ein Arbeitnehmeranteil an die Staatskasse abgeführt wird. Roosevelt hatte auf einer separaten Steuer bestanden, damit die Steuereinnahmen nicht für andere Zwecke genutzt werden können. Der ursprüngliche Social Security Act blieb hinter vielen europäischen Vorbildern zurück, unter anderem weil Finanzminister Henry Morgenthau erfolgreich dahingehend intervenierte, dass Landwirte, Hausangestellte und Selbständige nicht in die Renten- und Arbeitslosenversicherung einbezogen wurden. Morgenthau berief sich darauf, dass die Sozialversicherungen unbezahlbar würden, wenn diese Bevölkerungsgruppen als typische Geringverdiener ebenfalls Versicherungsleistungen erhielten. Andererseits wurden damit faktisch 65 % aller Schwarzen in den USA und zwischen 70 % und 80 % in den Südstaaten von den Sozialversicherungen nicht erfasst. Die National Association for the Advancement of Colored People bezeichnete die Sozialversicherung als Sicherheitsnetz, das „wie ein Sieb [sei], mit Löchern gerade groß genug, damit die Mehrheit der Schwarzen hindurch fielen“.
Auch die Einführung einer öffentlichen Krankenversicherung war zunächst nicht mehrheitsfähig. Roosevelt hoffte aber, dass der Social Security Act zu einem späteren Zeitpunkt erweitert werden könnte. Mit diesem von Gegnern heftig bekämpften Gesetz, wurde erstmals eine staatliche Verantwortung für soziale Sicherheit in den Vereinigten Staaten begründet. Die Payroll tax wurde ab 1937 erhoben, aufgrund des Umlageverfahrens erfolgten die ersten Rentenzahlungen (nach 3-jähriger Mindestbeitragszeit) ab 1940.

#### Arbeitsrecht

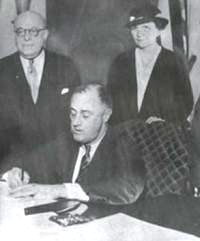
Franklin D. Roosevelt (Mitte) und Arbeitsministerin Frances Perkins (Rechts) bei der Unterzeichnung des Wagner Act (1935)

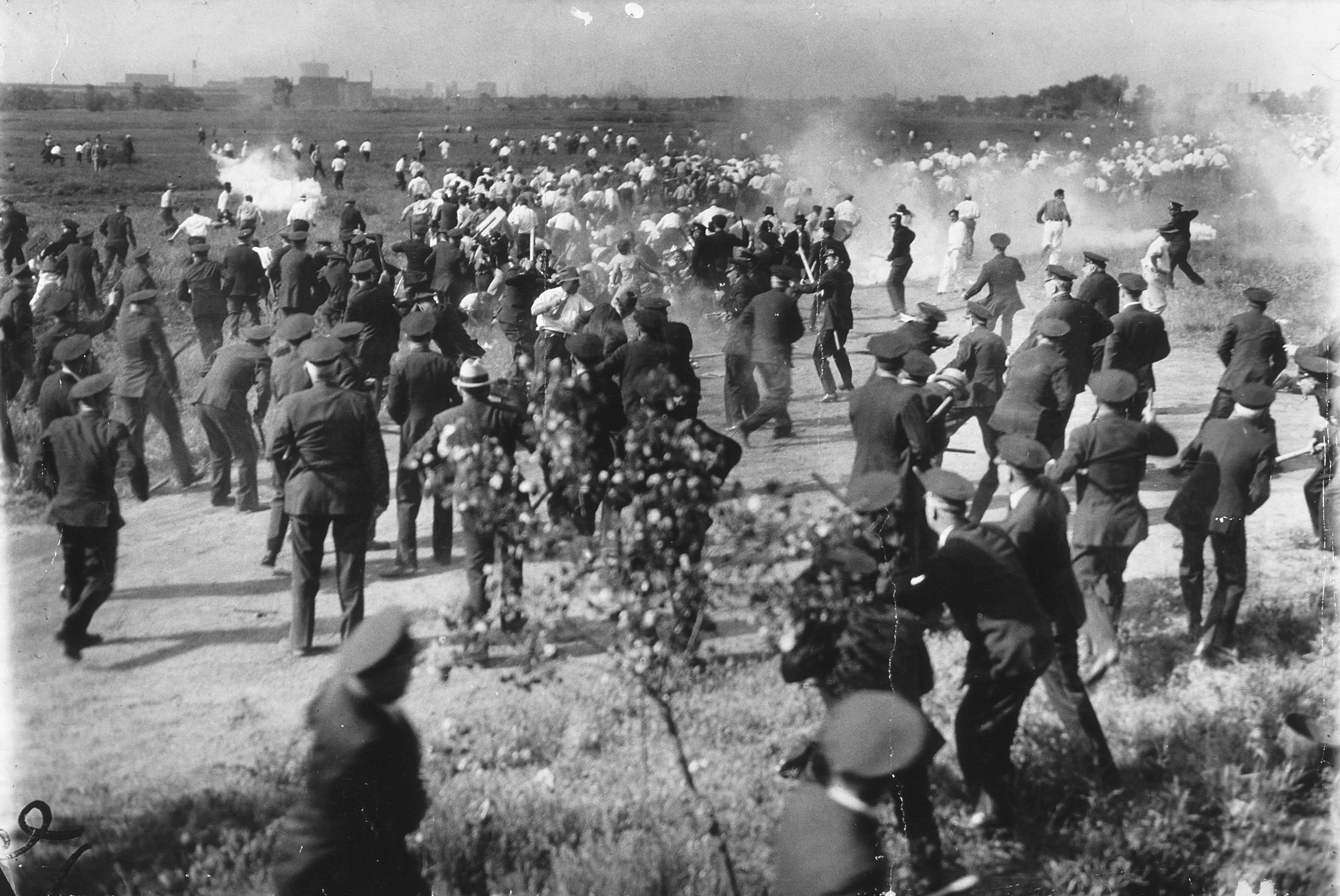
Memorial Day Massacre von 1937: Polizisten lösten eine Demonstration von Arbeiterfamilien auf. Zehn Demonstranten wurden erschossen, davon sieben durch Schüsse in den Rücken. Unter den dreißig Verletzten waren auch eine Frau und drei Kinder.

Gewerkschaften gab es bereits lange vor 1935. Da die meisten Arbeitgeber Gewerkschaften nicht anerkannten, liefen Streiks oft gewaltsam ab, indem Streikende die Streikbrecher gewaltsam am Betreten der Fabrik hinderten und Arbeitgeber Schläger anheuerten, welche die Fabrik schützen und Streikende zerstreuen sollten. Gelegentlich wurde auch die Polizei gegen Streikende eingesetzt bzw. von Gouverneuren der Notstand ausgerufen und sogar die Armee eingesetzt. Dabei kam es immer häufiger zu schweren Auseinandersetzungen mit vielen Verletzten und manchmal sogar Toten. 1934 wurden bei einer solchen Auseinandersetzung in San Francisco zwei Gewerkschaftsmitglieder getötet. Daraufhin riefen die lokalen Gewerkschaften einen Generalstreik aus, an dem sich 130.000 Arbeiter beteiligten. Dem Präsidenten bereiteten nicht nur die zunehmende Radikalisierung der Arbeitskämpfe, sondern auch der Einfluss der CPUSA innerhalb der wachsenden Arbeiterbewegungen Sorge. Ein Versuch, über die National Recovery Administration (NRA) eine Anerkennung von Gewerkschaften durch die Arbeitgeber auf freiwilliger Basis zu erreichen, war durch das Verbot der NRA gegenstandslos geworden. Vor allem Robert F. Wagner drängte daher auf eine gesetzliche Anerkennung der Gewerkschaften. Mit dem 1935 verabschiedeten Wagner Act wurde den Arbeitnehmern das Recht zugestanden, Gewerkschaften zu bilden und Löhne und Arbeitsbedingungen kollektiv zu verhandeln. Arbeiter durften seitdem nicht mehr wegen einer Gewerkschaftsmitgliedschaft entlassen werden. Auch ein formelles Streikrecht wurde eingeführt. Auch nach Verabschiedung des Wagner Act kam es zu gewaltsamen Auseinandersetzungen. Ein letzter großer Höhepunkt war das Memorial Day Massacre von 1937, als die Chicagoer Polizei eine Demonstration von Arbeiterfamilien gewaltsam auflöste. Dem mit dem Wagner Act eingeführten National Labour Relations Board gelang es in der Folgezeit aber immer häufiger, bei Arbeitskämpfen zu vermitteln. Die Zahl der gewerkschaftlich organisierten Arbeiter verdoppelte sich von 1929 bis 1938 auf 7 Millionen. Der Zuwachs ging zu einem großen Teil auf die Ausweitung gewerkschaftlicher Organisation auf die Massenfertigungsindustrien mit großen Unternehmen wie z. B. Ford oder General Motors zurück, die sich bis dahin erfolgreich gegen Gewerkschaften gewehrt hatten. In einer Übergangszeit von mehreren Jahren kam es vermehrt zu Streiks. Der Einfluss der Arbeitnehmer auf die Höhe der Löhne und die Ausgestaltung der Arbeitsbedingungen nahm zu.
1938 wurde der Fair Labor Standards Act verabschiedet, mit dem ein Mindestlohn von 25 Cent pro Stunde und eine Arbeitszeitbegrenzung auf 44 Stunden pro Woche festgesetzt wurde. Weiterhin wurde Kinderarbeit von Kindern unter 16 Jahren verboten. Um das Gesetz durch den Kongress zu bringen, in dem Südstaaten-Abgeordnete eine entscheidende Fraktion bildeten, mussten Hausangestellte und Farmarbeiter vom Schutzbereich ausgenommen werden. Die Roosevelt Administration hoffte aber, den Anwendungsbereich des Gesetzes zu einem günstigeren Zeitpunkt später auch auf diese Berufsgruppen erweitern zu können. Nach Erlass des Gesetzes erhöhten sich unmittelbar die Löhne von 300.000 Menschen, für 1,3 Millionen Menschen verringerte sich die Arbeitszeit.

#### Arbeitsmarkt- und Konjunkturpolitik
Die wirtschaftliche Erholung hatte mit Beginn des New Deal eingesetzt und fiel mit einem Wirtschaftswachstum von durchschnittlich 7,7 % pro Jahr auch recht hoch aus, die Arbeitslosenquote sank aber nur langsam. Diese Entwicklung stellte auch der Wirtschaftswissenschaftler John Maynard Keynes in das Zentrum seiner Überlegungen. Er bezeichnete die Lage als Gleichgewicht bei Unterbeschäftigung. Keynes hatte mehrfach versucht, Roosevelt von einem Konjunkturstimulus durch Deficit spending zu überzeugen. Roosevelts Brain Trust war jedoch von Anfang an gespalten in Befürworter der Strategie, die Depression durch höhere Staatsausgaben zu bekämpfen und in Befürworter der Strategie, durch Haushaltskürzungen einen ausgeglichenen Haushalt zu erreichen. Zu letzteren gehörte insbesondere der Finanzminister Henry Morgenthau. Im Ergebnis wurde zwischen 1933 und 1941 in den Vereinigten Staaten nicht die von Keynes empfohlene antizyklische Fiskalpolitik betrieben. Die Maßnahmen gegen die Depression, insbesondere die Arbeitsbeschaffungsprogramme, erhöhten zwar die Staatsausgaben, dies wurde jedoch durch andere Maßnahmen weitgehend kompensiert. Bereits unter Hoover war eine deutliche Erhöhung der Einkommensteuer verabschiedet worden, welche die Staatseinnahmen erhöhte. Zudem hatte Roosevelt bei Regierungsantritt deutliche Ausgabenkürzungen beispielsweise bei den Pensionen durchgesetzt (Economy Act). Im Ergebnis betrug das Haushaltsdefizit des Bundeshaushalts von 1933 bis 1941 ca. 3 % pro Jahr. Arthur M. Schlesinger meint, der Brain Trust sei während des Second New Deal gegenüber der Idee einer keynesianischen Konjunkturpolitik aufgeschlossener gewesen als noch während des First New Deal. David M. Kennedy bezweifelt das, eine solche Entwicklung lasse sich an der konkreten Politik kaum festmachen.
| Arbeitslosenquote im Jahr                                                     | 1933   | 1934   | 1935   | 1936   | 1937   | 1938   | 1939   | 1940   | 1941  |
| ----------------------------------------------------------------------------- | ------ | ------ | ------ | ------ | ------ | ------ | ------ | ------ | ----- |
| Einschließlich Personen in Arbeitsbeschaffungsmaßnahmen                       | 24,9 % | 21,7 % | 20,1 % | 16,9 % | 14,3 % | 19,0 % | 17,2 % | 14,6 % | 9,9 % |
| Arbeiter in Arbeitsbeschaffungsprogrammen wurden nicht als arbeitslos gezählt | 20,6 % | 16,0 % | 14,2 % | 9,9 %  | 9,1 %  | 12,5 % | 11,3 % | 9,5 %  | 8,0 % |

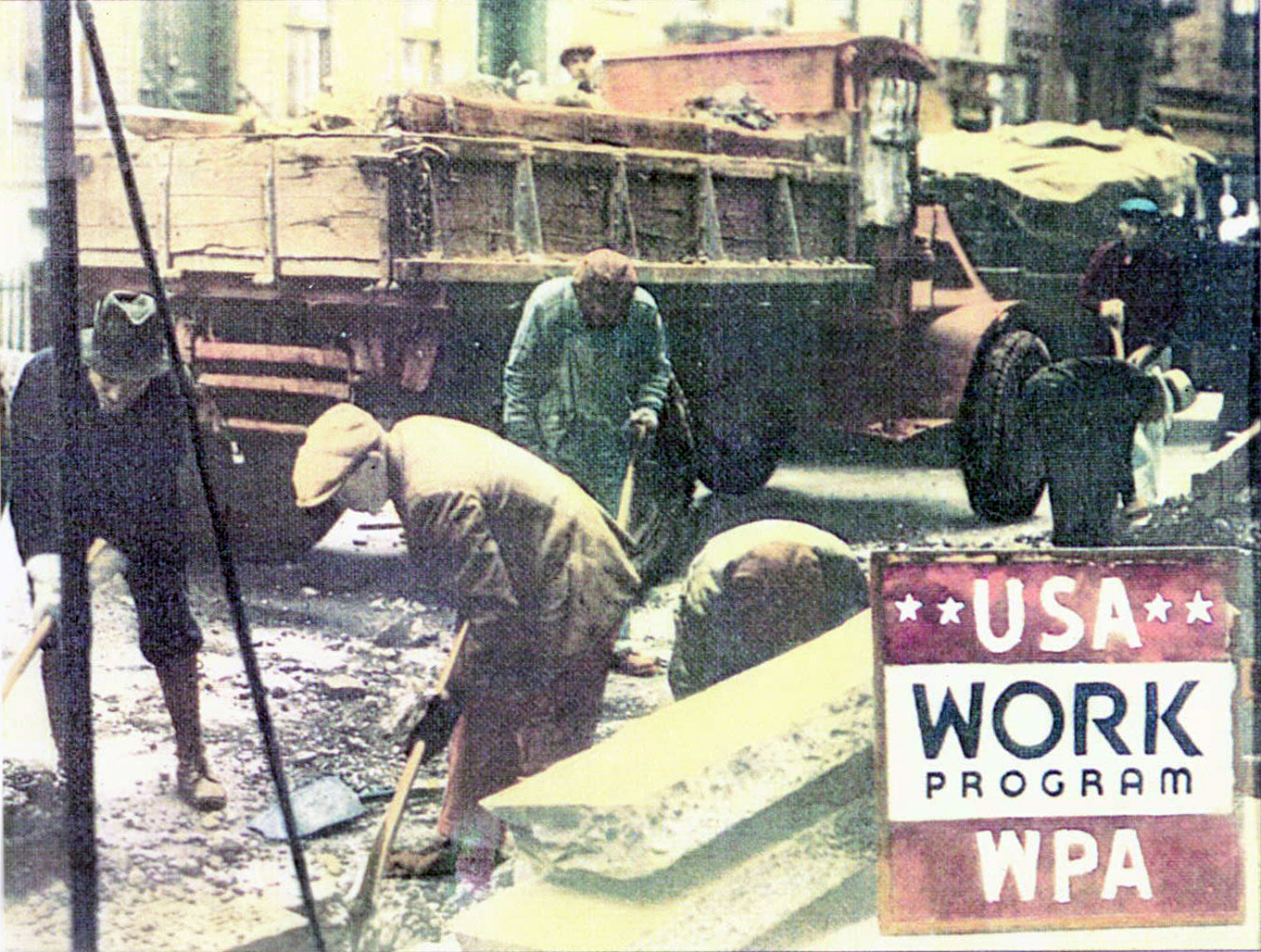
Die Works Progress Administration konzipierte etliche Arbeitsbeschaffungsmaßnahmen (z. B. Straßenbau).

Roosevelt und sein Brain Trust kamen zu der Überzeugung, dass die Arbeitslosigkeit nicht wieder genauso schnell verschwinden würde, wie sie 1929 ausbrach. Sie sahen eine Notwendigkeit, die Maßnahmen zur Verringerung der Arbeitslosigkeit zu verlängern. Mit der Emergency Relief Appropriation Bill wurde 1935 das Budget für Arbeitsbeschaffungsmaßnahmen um 4 Milliarden Dollar aufgestockt. Damit wurde 3,5 Millionen arbeitsfähigen Arbeitslosen eine bezahlte Arbeit angeboten. Die Arbeitsbeschaffungsmaßnahmen mussten auf Weisung Roosevelts so konzipiert werden, dass die verwirklichten Projekte arbeitsintensiv und zugleich längerfristig sinnvoll waren, und die Arbeiter mussten schlechter bezahlt werden, als in der privaten Wirtschaft. Es wurden u. a. 125.000 öffentliche Gebäude, mehr als eine Million Kilometer Autobahnen und Straßen, 77.000 Brücken, Bewässerungssysteme, Stadtparks, Schwimmbäder etc. gebaut. Darunter waren auch prominente Projekte wie der Lincoln-Tunnel, die Triborough Bridge, der Flughafen New York-LaGuardia, der Overseas Highway und die Oakland Bay Bridge. Verantwortlich dafür waren neben der bereits 1933 gegründeten Public Works Administration seit 1935 vor allem die Works Progress Administration unter der Leitung von Harry Hopkins. Mit diesen Mitteln arbeitete auch die 1935 gegründete Rural Electrification Administration, die ländliche Regionen mit günstigem Strom versorgen sollte. 1935 hatten nur 20 % der amerikanischen Farmen Zugang zu Strom, zehn Jahre später lag die Quote bereits bei 90 %.

#### Wettbewerbsrecht
Große Holding-Gesellschaften verursachten einige Probleme. Zum Beispiel dominierten einige wenige Holdinggesellschaften den gesamten Energiemarkt. Viele waren auch so groß, dass sie einen erheblichen Einfluss auf die Gesetzgebung ausüben konnten. Zu dieser Zeit gab es in den Vereinigten Staaten viele pyramidenförmig organisierte, also mehrstufige Holdings. Hier musste der operative Teil der Gesellschaft exzessiv hohe Gewinne erwirtschaften, um die verschiedenen übergeordneten Gesellschaften zu finanzieren. Mit dem Public Utility Holding Company Act von 1935 mussten alle Holdinggesellschaften bei der Securities and Exchange Commission (SEC) registriert werden. Alle mehr als zweistufigen Holdinggesellschaften, die keine triftigen Gründe für diese Struktur nennen konnten, wurden zerschlagen.

#### Steuerrecht
1935 wurde auch der Wealth Tax Act verabschiedet, mit dem der Spitzensteuersatz der Einkommensteuer auf 79 % heraufgesetzt wurde. Das Gesetz war jedoch in erster Linie dazu gedacht, den Wahlkampf für Roosevelt zu erleichtern, denn es war eine Antwort auf die Bedrohung der Demokratischen Partei durch die als radikal bezeichneten Huey Long und Charles Coughlin. Finanzminister Morgenthau bezeichnete den Wealth Tax Act gegenüber Finanzbeamten als ein Wahlkampfdokument, ein Gesetz, das die Staatseinnahmen nur unwesentlich erhöhen sollte. Der Spitzensteuersatz von 79 % war zwar sehr hoch, er sollte allerdings erst ab einem sehr hohen Einkommen angewandt werden. Tatsächlich gab es nur einen einzigen Steuerzahler, der nach Erlass dieses Gesetzes den Spitzensteuersatz von 79 % zahlen musste: John D. Rockefeller.
1936 wurde eine Körperschaftsteuer mit Steuersätzen zwischen 7 % und 27 % eingeführt. Im Kongress wurde das Gesetz abgeschwächt – kleinere Kapitalgesellschaften waren von den Regelungen weitgehend ausgenommen. Anders als bei dem Wealth Tax Act stand bei diesem Gesetz eine Erhöhung des Steuerertrags im Vordergrund, da der Kongress kurz zuvor auf eigene Initiative ein Gesetz verabschiedet hatte, das die Auszahlung der ausstehenden Bonuszahlungen für Veteranen des Ersten Weltkriegs – insgesamt 2 Milliarden Dollar – von 1945 auf 1936 vorzog.

### Verfassungswandel von 1937
Bei der Amtsübernahme durch Roosevelt war der Oberste Gerichtshof überwiegend mit Richtern (auf Lebenszeit) besetzt, die von republikanischen Präsidenten nominiert worden waren. In den 1920er- und 1930er-Jahren wurden vier der Richter am Obersten Gerichtshof als die Four Horsemen of Reaction bekannt, denen es immer wieder gelang, eine Mehrheit (mindestens 5 der 9 Richter) zu organisieren, mit der etliche progressive Gesetze für verfassungswidrig erklärt wurden. Am 27. Mai 1935 (Black Monday) wurden die ersten New-Deal-Gesetze, unter anderem die Arbeit der National Recovery Administration, für verfassungswidrig erklärt. Zu diesem Zeitpunkt hoffte Roosevelt noch, dass einer der Richter in Ruhestand gehen würde und die Mehrheitsverhältnisse durch eine neue Richternominierung geändert werden könnten. Nachdem 1936 weitere Gesetze, vor allem der Agricultural Adjustment Act und das Mindestlohngesetz des Bundesstaates New York, für verfassungswidrig erklärt wurden, kam Roosevelt zu der Überzeugung, dass der Oberste Gerichtshof alle wesentlichen Teile des New Deal kassieren würde und das Prinzip der Gewaltenteilung zwischen Judikative und Legislative zugunsten der Judikative faktisch unterlaufen wolle. Auch der ehemalige Präsident Hoover kritisierte die Entscheidungen als einen zu weitgehenden Eingriff in legislative Kompetenzen. In der Öffentlichkeit war die Kritik verbreitet (etwa auch in dem Bestseller von Drew Pearson und Robert Allen mit dem Titel Nine Old Men), dass die zumeist über 70-jährigen Richter die Probleme der Gegenwart gar nicht mehr erkannten. Bestätigt durch den hohen Wahlsieg in der Präsidentschaftswahl von 1936 und verärgert über den Kommentar von Richter McReynolds „Ich werde niemals in Ruhestand gehen, solange der verkrüppelte Hurensohn noch im Weißen Haus ist.“ entschied Roosevelt, seine Pläne zur Justizreform im Januar 1937 öffentlich zu machen. Mit der Judicial Procedures Reform Bill of 1937 sollte dem amerikanischen Präsidenten die Befugnis eingeräumt werden, für jeden über 70-jährigen Richter, der sich weigerte, in Ruhestand zu gehen, zusätzliche neue Richter zu ernennen. Hinter der Gesetzesinitiative stand zunächst eine ausreichende Mehrheit der demokratischen Abgeordneten in Repräsentantenhaus und Senat. Sie wurde aber von den Republikanern sowie von einigen demokratischen Abgeordneten als Eingriff in die Gewaltenteilung scharf kritisiert. Darüber hinaus fürchteten Abgeordnete der Demokratischen Partei aus den Südstaaten, dass progressive Richter die Separate-but-equal-Rechtsprechung zur Rassentrennung kritisch überprüfen könnten. Zu diesem Zeitpunkt kam es, beginnend mit dem 29. März 1937 (White Monday), zu einer Änderung der Rechtsprechung des Obersten Gerichtshofs. Richter Owen Roberts, der zuvor häufig mit den Four Horsemen gestimmt hatte, stimmte nun mit dem progressiven Flügel des Gerichts. Am deutlichsten wurde der Wechsel in der richterlichen Entscheidung, mit der das Mindestlohngesetz im Bundesstaat Washington für verfassungskonform erklärt wurde – nur ein Jahr zuvor war das Mindestlohngesetz von New York für verfassungswidrig erklärt worden. Auch der Wagner Act und der Social Security Act wurden für verfassungskonform erklärt. Der Historiker David M. Kennedy geht davon aus, dass die zunehmende öffentliche Kritik an der Rechtsprechungspraxis der Four Horsemen of Reaction und der erdrutschartige Wahlsieg Roosevelts im November 1936 bei der Änderung der Rechtsprechung eine Rolle gespielt haben. Trotz dieser Wende versuchte Roosevelt, das Gesetz zur Justizreform durch den Kongress zu bekommen, scheiterte aber mit diesem Vorhaben. Durch das freiwillige Ausscheiden der Four Horsemen (Van Devanter 1937, Sutherland 1938, Butler 1939 und McReynolds 1941) sowie von drei weiteren Richtern konnte der Oberste Gerichtshof weitgehend neu besetzt werden. Nach der Phase konservativer Rechtsprechung begann im Jahr 1937 eine längere Phase liberaler Verfassungsrechtsprechung.
William Rehnquist fasste den Verfassungswandel wie folgt zusammen:

“President Roosevelt lost the Court-packing battle, but he won the war for control of the Supreme Court … not by any novel legislation, but by serving in office for more than twelve years, and appointing eight of the nine Justices of the Court.”

„Präsident Roosevelt verlor die Schlacht um die Judicial Procedures Reform Bill of 1937, aber er gewann den Krieg um die Kontrolle des Obersten Gerichtshofs … nicht durch eine neuartige Gesetzgebung, sondern dadurch, dass er mehr als zwölf Jahre im Amt war und so (nach und nach) acht der neun Richter des Obersten Gerichtshofs ernennen konnte.“

## Nachwirkungen des New Deal
Seit 1939 gab es keine Reformankündigungen mehr. Roosevelts Bestreben ging seitdem dahin, den New Deal zu verstetigen. Er bezeichnete ihn fortan als eine „Economic Bill of Rights“, welche die politische Agenda auch nach dem Zweiten Weltkrieg bestimmen sollte. Die Idee, die Einkommen der Arbeiter, Angestellten und Landwirte zu stabilisieren, Finanzinstitute und große Konzerne zu regulieren, Ausgabenprogramme zum Ausbau der Infrastruktur und zur Schaffung von Arbeitsplätzen aufzulegen und durch eine deutlich höhere Besteuerung der Reichen eine gewisse Einkommensumverteilung zu bewirken, war noch weitere 30 Jahre lang eine Richtschnur der in dieser Zeit dominierenden Demokratischen Partei.

### Wandel des Begriffs „Liberal“
1941 definierte Roosevelt liberale Regierungen als solche, die staatliche Interventionen in Notzeiten befürworten, während konservative Regierungen staatliche Interventionen generell ablehnen. Mit der Neubestimmung des Begriffs Liberal bezog er sich auf den Philosophen John Dewey, der bereits 1935 für ein neues Liberalismusverständnis plädiert hatte. Diese Neudefinition wurde in der politischen Diskussion übernommen. Seitdem wird Liberalismus in den Vereinigten Staaten weniger mit der Verteidigung unternehmerischer Freiheit, als mit einer arbeitnehmerfreundlichen Politik assoziiert. In den 1960er Jahren erweiterten die demokratischen Präsidenten Kennedy und Johnson das Programm des New Deal um Bürgerrechts- und Minderheitenpolitik. Als „liberals“ gelten seither solche Bürger und Politiker, die sich auf die Tradition des New Deal berufen, eine arbeitnehmerfreundliche Politik betreiben und für die Erweiterung der Bürgerrechte eintreten.

### Radikalismusvorwürfe und Rote Angst

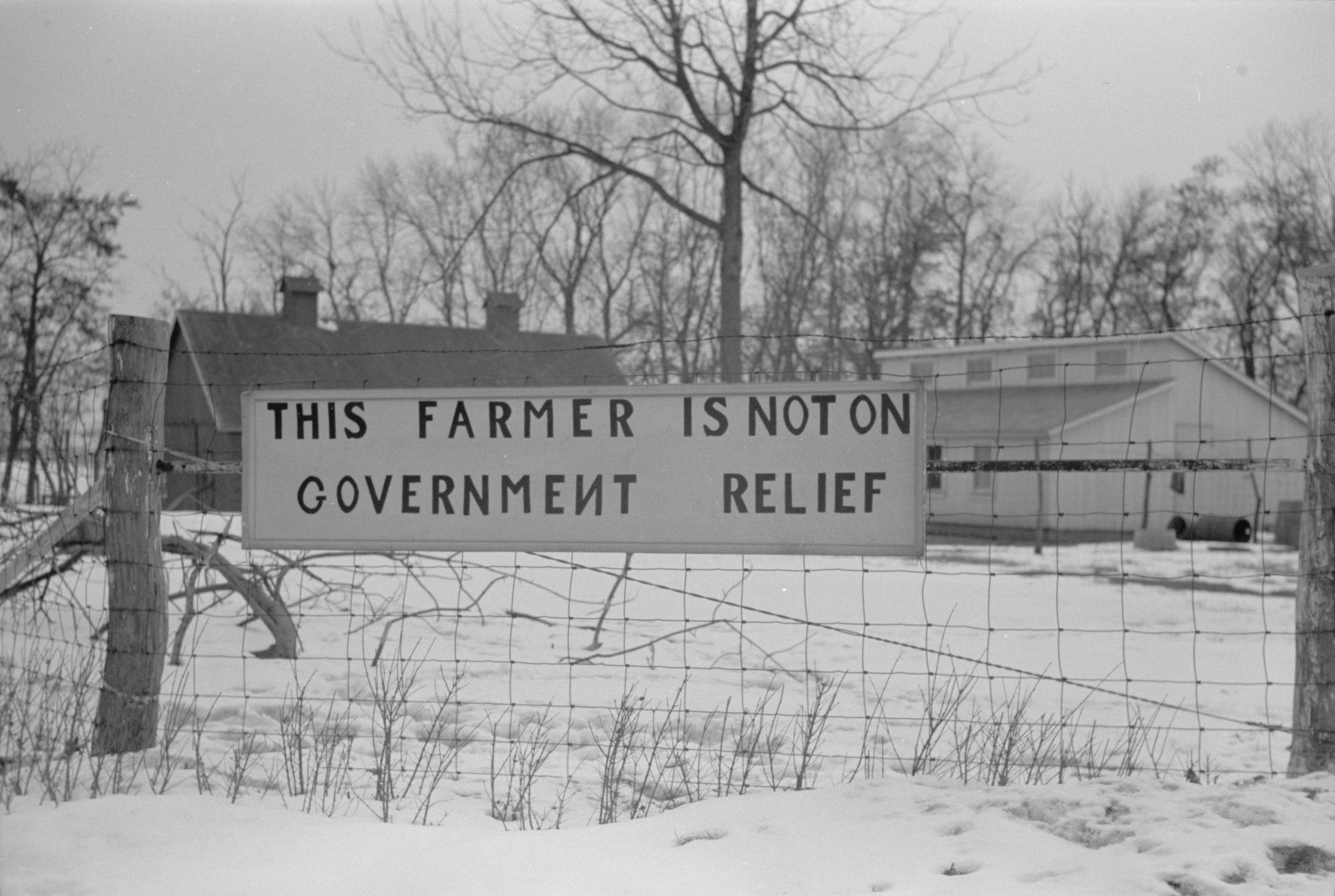
Protest eines Landwirts gegen Staatshilfe

In der Anfangszeit des New Deal war den Menschen nicht klar, ob es einen klaren demokratischen Weg jenseits von Kommunismus und Faschismus geben könnte. Sie beobachteten mit Sorge, dass sich in Europa totalitäre Regime ausbreiteten. Dies veranlasste manche Kritiker dazu auch den New Deal dieser Tendenz zuzuordnen. Manche Kritiker warfen dem New Deal vor, von einigen Personen „kommunistisch unterwandert“ zu sein bzw. eine faschistische Idee zu sein. Als Anhaltspunkt wurde vor allem der „Krieg“ der National Recovery Administration gegen die Deflation genannt. Diese auf drei Jahre befristete Maßnahme basierte allerdings entgegen manchen Spekulationen nicht auf sowjetischen oder italienischen Ideen. Sie entstand vielmehr in lockerer Anlehnung an das zu Zwecken der Koordinierung der kriegswichtigen Industrie (Kriegswirtschaft) im Ersten Weltkrieg unter Woodrow Wilson zeitweilig eingerichtete War Industries Board, zu dem mit Hugh S. Johnson auch personelle Kontinuität bestand. Dem Argument, die wirtschaftspolitischen Maßnahmen des New Deal gegen Deflation (und damit auch gegen die schwere Wirtschaftskrise) müssten geradewegs in den Faschismus führen, hatte bereits Roosevelt entgegengehalten, dass das Gegenteil der Fall sei: die Fortführung einer Wirtschaftspolitik, die auf Interventionen verzichte, würde die USA schließlich einer Diktatur ausliefern.

„Die Demokratie ist bei verschiedenen großen Völkern verschwunden, nicht deshalb weil diese Völker die Demokratie ablehnen, sondern weil sie der Arbeitslosigkeit und Unsicherheit müde geworden sind, weil sie nicht mehr zusehen wollten, wie ihre Kinder hungerten, während sie selber hilflos dasaßen und mit ansehen mußten, wie ihre Regierungen verwirrt und schwach waren … Wir in Amerika wissen, daß unsere demokratischen Einrichtungen bewahrt werden … Aber um sie zu bewahren, müssen wir den Nachweis führen, daß die demokratische Regierungsform in ihrer praktischen Arbeit der Aufgabe, die Sicherheit des Volkes zu schützen, gewachsen ist.“

Von Historikern werden Vorwürfe des Extremismus nicht geteilt. Der Faschismusforscher Stanley Payne kommt in A History of Fascism, 1914–1945 (1995) zu dem Ergebnis, dass die Idee des Faschismus nicht in die Vereinigten Staaten ausstrahlte und in den USA vorhandene präfaschistische Aspekte, wie etwa Rassismus, während der 1930er in ihrer Bedeutung eher ab- statt zunahmen.
Historiker haben zwei wesentliche Gründe für die Angriffe eines Teils der Konservativen gegen Liberale während der zweiten Welle der Roten Angst ausgemacht. Einerseits führte die überwältigende Popularität von Franklin D. Roosevelt und der in der Bevölkerung plötzlich aufgetretene Enthusiasmus für Staatsinterventionismus zu einer kontinuierlichen demokratischen Mehrheit im Kongress. Andererseits mussten Konservative hilflos zusehen, wie sich die sozialen und wirtschaftlichen Verhältnisse des Landes innerhalb weniger Jahre stark veränderten, was sie als zutiefst schockierend empfanden. Denn viele Konservative befürworteten eine Freie (unregulierte) Marktwirtschaft und sahen Staatseingriffe in die Wirtschaft als Sündenfall an.

### New-Deal-Konsens
Zwischen 1940 und 1980 bestand in den Vereinigten Staaten ein New Deal-Konsens (bzw. liberal consensus). Der Fair Deal des demokratischen Präsidenten Harry S. Truman brachte vor allem eine Ausweitung der mit dem New Deal eingeführten Sozialversicherungen auf 10,5 Millionen bisher unversicherte Bürger und eine Erhöhung der Versicherungsleistungen um durchschnittlich 80 %. Die republikanische Partei nominierte seit 1940 mit Wendell Willkie und Thomas E. Dewey solche Präsidentschaftskandidaten, welche dem New Deal nicht feindlich gegenüberstanden. Erfolgreich war Dwight D. Eisenhower, der auch als gewählter Präsident zu dem allgemeinen New-Deal-Konsens stand. In einem privaten Brief erklärte er seinen Standpunkt wie folgt:

“Should any party attempt to abolish social security and eliminate labor laws and farm programs, you would not hear of that party again in our political history. There is a tiny splinter group of course, that believes you can do these things … Their number is negligible and they are stupid.”

„Sollte eine Partei versuchen den Social Security Act, das Arbeitsrecht und die Farmprogramme abzuschaffen, dann würde man diese Partei in der politischen Geschichte nicht mehr wahrnehmen. Es gibt natürlich eine kleine Splittergruppe die glaubt derartiges tun zu können … Ihre Anzahl ist jedoch vernachlässigbar und sie sind dumm.“

Auch unter dem republikanischen Präsidenten Eisenhower erfolgte eine Ausweitung der Sozialversicherungen und eine Erhöhung des Mindestlohns. Unter den demokratischen Präsidenten John F. Kennedy und Lyndon B. Johnson erfolgte ebenfalls eine Sozialpolitik in der Tradition des New Deal, wobei Johnsons Great-Society-Programm mit der Einführung öffentlicher Krankenversicherungen eine wesentliche Lücke des Social Security Act von 1935 füllte.
Ein erster Versuch der Republikanischen Partei, aus dem New Deal Konsens auszubrechen, war die Nominierung des Sozialstaatsgegners Barry Goldwater als Präsidentschaftskandidat bei der Wahl im Jahr 1964. Die Präsidentschaftswahl endete zwar in einer deutlichen Niederlage, die Spekulationen über den Niedergang der Republikanischen Partei anheizte. Aus den Unterstützern Goldwaters formte sich jedoch die New Right, welche sechzehn Jahre später maßgeblich zum Wahlsieg von Ronald Reagan beitrug. Seit den 1980er Jahren sind die politischen Auseinandersetzungen in den USA stets auch vom Gegensatz zwischen Regulierung und Deregulierung der Wirtschaft geprägt. Auch wurde Nachfragepolitik offiziell abgelehnt und reine Angebotspolitik als Alternative propagiert. Bekannt wurden insbesondere die Deregulierungsmaßnahmen von Präsident Reagan (siehe Reaganomics). Gleichzeitig erhöhte die Regierung Reagan die Rüstungsausgaben deutlich, was mit ihren typischen Auswirkungen (Belebung der Wirtschaft, Erhöhung der Staatsverschuldung) eine Form staatlicher Nachfragepolitik war.

### Politische Metapher
In jüngster Zeit wurden unter Bezugnahme auf den New Deal Vorschläge zur Überwindung der durch die Finanzkrise ab 2007 aufgetretenen wirtschaftlichen Schwierigkeiten gemacht. Im „World Economic and Social Survey 2008: Overcoming Economic Insecurity“ der Vereinten Nationen wurde ein globaler New Deal vorgeschlagen, um die weltwirtschaftlichen Schwierigkeiten zu überwinden. Innerhalb der USA werden vor allem von dem linken Flügel der Demokratischen Partei und von dem parteilosen ehemaligen New Yorker Bürgermeister Michael Bloomberg die Forderung nach einem New New Deal als Lösungsansatz für die kriselnde amerikanische Wirtschaft erhoben.
Auf den New Deal nimmt auch das Konzept des Green New Deal Bezug, mit dem verschiedene Ansätze zu einer ökologischeren Gestaltung der Marktwirtschaft formuliert werden.

## Auswirkungen des New Deal
Die Fragen, was der New Deal eigentlich gewesen ist und wie erfolgreich er war, sind bis heute umstritten. Die Beantwortung der Frage nach seinem Erfolg hängt auch von der Perspektive ab. Es ist zu klären, ob man den Erfolg oder Misserfolg des New Deal an der Überwindung des bei Roosevelts Amtsantritt bestehenden desolaten Zustands der amerikanischen Wirtschaft misst oder an dem Wunsch nach Vollbeschäftigung, voller Produktionsauslastung und hoher Massenkaufkraft. Auch die Bewertung der Sozialpolitik im Zeichen des New Deal ist von solchen Überlegungen abhängig. Einerseits können in der Grundsteinlegung eines Sozialstaates und darin, dass das Recht eines jeden Amerikaners auf einen anständigen Lebensunterhalt zum Bestandteil des Alltags wurde, Meilensteine amerikanischer Sozialpolitik gesehen werden. Andererseits lässt sich auch betonen, dass soziale Sicherheit für alle und eine „gerechte“ Einkommens- und Vermögensverteilung in Roosevelts Amtszeit nicht erreicht werden konnten.
Jenseits der Kontroversen gibt es eine Reihe von Feststellungen, auf die sich alle Interpreten einigen können: Mit der massiven Interventionspolitik des Staates in fast allen Gesellschaftsbereichen gab der New Deal einer entmutigten, verunsicherten und richtungslosen Nation neue Hoffnung. Anders als im Deutschen Reich und in vielen anderen Ländern konnte in den Vereinigten Staaten die Demokratie durch die Phase der Unsicherheit im Zuge der Weltwirtschaftskrise hindurch bewahrt werden. Es steht fest, dass der New Deal die hohe Arbeitslosigkeit und soziale Not linderte, dass Vollbeschäftigung jedoch erst mit Kriegseintritt der USA erreicht wurde.

### Ergebnis der Sozialpolitik
Mit dem New Deal übernahm der Staat erstmals Verantwortung für die Sicherung des Existenzminimums der Bürger. 1930 gaben die Bundesstaaten lediglich $9 Millionen für Sozialhilfe aus, Arbeitslosengeld gab es noch nicht. Bis 1940 erhöhten sich die Zahlungen für Sozialhilfe auf $479 Millionen und die Zahlungen für Arbeitslosengeld auf $480 Millionen. In Anbetracht der von der Großen Depression ausgezehrten Bevölkerung waren aber auch diese Summen noch sehr niedrig. Zwar vollzogen die USA den sozialpolitischen Eintritt in das 20. Jahrhundert, die sozialpolitischen Gesetze stellten aber lediglich bescheidene Anfänge dar.
Mit dem New Deal veränderte sich auch das Verhältnis der Bundesregierung zu den Bundesstaaten. Die Bundesregierung übernahm erstmals in der Geschichte der Vereinigten Staaten Kompetenzen in der Sozialpolitik. Diese Ausweitung ging einher mit einer Verringerung der politischen Bedeutung der Bundesstaaten, die vor dem New Deal eine alleinige Kompetenz für Sozialpolitik gehabt hatten. Die Bürger begannen sich mit ihren Problemen eher an die Bundesregierung zu wenden. Außerdem wurden gemeinsame Aufgaben geschaffen, welche das Aufgabenspektrum sowohl der Bundesregierung als auch der Bundesstaaten erweiterten, so z. B. die öffentliche Arbeitslosenversicherung. Gleichzeitig erhöhte sich durch die gemeinsamen Aufgaben die Abhängigkeit der Bundesstaaten von Finanzhilfen der Bundesregierung.

### Ergebnis der Wirtschaftspolitik

#### Recovery-Maßnahmen

Inflationsbereinigtes Bruttoinlandsprodukt der USA von 1920 bis 1940, die schwarze Linie stellt den langfristigen Trend dar. Von 1929–1932 ist eine scharfe Kontraktion erkennbar. Ab 1933 kam es zu einem hohen Wirtschaftswachstum, unterbrochen von einer kurzen Rezession von 1937–38.

Staatsverschuldung im Verhältnis zum Bruttoinlandsprodukt 1929–1950. Aufgrund des hohen Wirtschaftswachstums und der moderaten Haushaltsdefizite blieb die Verschuldungsquote während der New-Deal-Periode weitgehend unverändert. Die Kriegsausgaben in Zusammenhang mit dem Zweiten Weltkrieg führten später zu einer Vervielfachung der Schuldenquote.

Die wirtschaftliche Erholung setzte 1933 ein und mit Ausnahme eines scharfen Einbruchs im Jahr 1937 blieb das Wirtschaftswachstum anhaltend hoch. Im Durchschnitt der Jahre 1933 bis 1941 betrug das Wirtschaftswachstum 7,7 % pro Jahr. Im Jahr 1933 endete auch die Deflation. Die Arbeitslosigkeit sank bis 1940 um 25 %, lag aber immer noch deutlich über dem Vorkrisenniveau. Es besteht Einigkeit, dass erst die hohen Staatsdefizite im Zusammenhang mit dem Zweiten Weltkrieg zu Vollbeschäftigung führten. Da die Ursachen der Großen Depression unter Historikern und Volkswirten jedoch umstritten sind, gibt es auch zur Bewertung der Recovery-Maßnahmen im Zuge des New Deal unterschiedliche Auffassungen.
Bereits zu Beginn der Großen Depression wandten sich Keynesianer gegen den „Treasury View“ nachdem staatliches Deficit spending private Investitionen verdrängen müsste (Crowding-out). Über den Multiplikatoreffekt würde staatliches Deficit spending vielmehr einen selbstverstärkenden Wachstumsimpuls setzen. Keynes analysierte die gesamtwirtschaftliche Situation als Gleichgewicht bei Unterbeschäftigung, weshalb trotz der starken wirtschaftlichen Erholung eine hohe konjunkturelle Arbeitslosigkeit erhalten blieb. Roosevelt verfolgte zwischen 1933 und 1941 das Ziel einer geringen Neuverschuldung. Die Fiskalpolitik der Regierung schonte daher den Staatshaushalt, trug andererseits aber nicht viel zur Erholung bei. Nach keynesianischer Ansicht haben die Maßnahmen des New Deal die wirtschaftliche Erholung unterstützt, aber erst die ab Ende 1941 durch den Zweiten Weltkrieg verursachte expansive Fiskalpolitik habe das Ende der Depression und Vollbeschäftigung bewirkt. So sieht Paul Krugman, bezogen auf die Konjunkturpolitik, die kurzfristige Wirkung des New Deal als weniger erfolgreich an als die langfristige Wirkung. Im internationalen Vergleich zeigt sich auch, dass Staaten, die massives Deficit Spending eingesetzt hatten wie Schweden oder das Deutsche Reich, die Depression schneller überwanden.
Nach monetaristischer Analyse war eine Kontraktion der Geldmenge der Hauptgrund für die Große Depression. Es besteht heute weitgehende Einigkeit in der Literatur, dass die Kursänderung in der Geldpolitik ein Faktor war, der wesentlich zur Erholung beitrug. Zwischen der Abkehr vom Goldstandard und dem Beginn der Erholung besteht nach fast einhelliger Ansicht ein klarer zeitlicher und inhaltlicher Zusammenhang. Von 1933 bis 1941 nahm die nominale Geldmenge um 140 % zu, die reale Geldmenge um 100 %. Christina Romer kommt in ihrer Arbeit What ended the Great Depression? (1992) zu dem Ergebnis, dass die US-Produktion im Jahr 1937 um 25 % niedriger und im Jahr 1942 sogar um 50 % niedriger gewesen wäre, wenn es die Wende in der Geldpolitik nicht gegeben hätte. Dabei besteht Einigkeit, dass die US-Zentralbank zur wirtschaftlichen Erholung nichts beitrug. Die Stabilisierung des Bankensystems und die Ausweitung der Geldmenge gingen allein auf Initiative der Regierung unter Präsident Roosevelt zurück. Nach J. Bradford DeLong, Lawrence Summers und Christina Romer war die wirtschaftliche Erholung von der Wirtschaftskrise bereits vor 1942 (also vor dem starken Anstieg der Kriegsausgaben in den Vereinigten Staaten) im Wesentlichen abgeschlossen. Sie gehen davon aus, dass vor allem die Geldpolitik des New Deal dazu beitrug. Solche Historiker und Ökonomen, welche die keynesianische Erklärung ablehnen, sehen nur für die Phase von 1929 bis 1935 eine überwiegend konjunkturelle Arbeitslosigkeit. Danach sei das Problem eher eine strukturelle Arbeitslosigkeit. gewesen. Insbesondere die Erfolge der Gewerkschaften in der Durchsetzung hoher Lohnsteigerungen hätten bei den Unternehmen zur Einführung von effizienzorientierten Einstellungsverfahren geführt. Dadurch endeten ineffiziente Beschäftigungsverhältnisse wie Kinderarbeit, Gelegenheitsarbeiten für ungelernte Hilfskräfte zu Hungerlöhnen und Sweatshop-Arbeitsverhältnisse. Dies führte auf längere Sicht zu hoher Produktivität, hohen Löhnen und einem allgemein hohen Lebensstandard. Das erforderte aber gut ausgebildete und hart arbeitende Arbeitskräfte. Erst als die massiven Staatsausgaben im Zuge des Kriegseintritts der Vereinigten Staaten Vollbeschäftigung brachten, sei die hohe Zahl an ungelernten Arbeitskräften zurückgegangen; dies habe die strukturelle Arbeitslosigkeit beseitigt.
Zu den Historikern und Volkswirten, welche der Ansicht sind, dass der New Deal die Große Depression erfolgreich bekämpft hat, zählen z. B. Peter Temin, Barry Wigmore, Gauti B. Eggertsson und Christina Romer. Sie sehen auch einen psychologischen Effekt des New Deal als wesentliche Voraussetzung. Der Politikwechsel weg von den Dogmen des Goldstandards, einem ausgeglichenen Haushalt auch in Krisenzeiten und Minimalstaatlichkeit habe die Erwartungen der Menschen dahingehend positiv beeinflusst, dass diese nicht mehr mit einer weiteren wirtschaftlichen Kontraktion (Rezession, Deflation), sondern mit wirtschaftlicher Erholung (Wirtschaftswachstum, Inflation, höhere Löhne) rechneten, was Investitionen und Nachfrage stimuliert habe. Nach dieser Analyse sind 70 bis 80 % der wirtschaftlichen Erholung auf die Politik des New Deal zurückzuführen. Im Falle einer (hypothetischen) Fortführung der untätigen Wirtschaftspolitik des ehemaligen Präsidenten Hoover wäre nach dieser Ansicht die amerikanische Wirtschaft auch über 1933 hinaus in der Rezession gewesen, so dass das Bruttoinlandsprodukt bis 1937 um weitere 30 % gefallen wäre.
Demgegenüber vertreten manche Historiker und Volkswirte die Ansicht, dass der New Deal in der Summe seiner Maßnahmen die Große Depression eher verlängert habe. Die Anerkennung der Gewerkschaften habe zu höheren Löhnen und geringeren Gewinnen der Unternehmen geführt, was zu fortbestehender Arbeitslosigkeit geführt habe. Hohe Steuern hätten wachstumshemmend gewirkt, öffentliche Investitionen hätten private verdrängt (Crowding-out) und staatliche Eingriffe Unternehmer und Geschäftsleute verunsichert. Eine prominente Vertreterin dieser Ansicht ist Amity Shlaes. Sie analysiert und bewertet den New Deal in ihrem Buch The Forgotten Man: A New History of the Great Depression (2007) aus der Perspektive einer Befürworterin Freier (unregulierter) Märkte. Das Buch wurde von Konservativen begeistert aufgenommen und Shlaes als eines der größten Pfunde der Republikanischen Partei bezeichnet. Von Liberalen wurde das Buch unter anderem dafür kritisiert, dass Shlaes als Indikator für die wirtschaftliche Entwicklung anstelle der dynamischen Entwicklung des Bruttoinlandsprodukts die verhaltene Entwicklung des Dow-Jones-Index darstellte. Eric Rauchway bezeichnete dies als einen Versuch, die wirtschaftliche Erholung durch Bezugnahmen auf einen weniger repräsentativen Indikator herunterzuspielen. Der Keynesianer J. R. Vernon ist ebenfalls der Ansicht, dass die wirtschaftliche Erholung von der Wirtschaftskrise bis 1941 (gemessen am fortgedachten Trend des Vorkrisenwachstums) weniger als zur Hälfte vorangeschritten war. Er sieht die expansive Fiskalpolitik ab 1942 als entscheidenden und die Geldpolitik nur als unterstützenden Faktor zur Beendigung der Großen Depression. Der Ansicht, dass der New Deal die Große Depression eher verlängert habe, stimmten in einer Erhebung von 1995 6 % der Historiker und 27 % der Wirtschaftswissenschaftler vorbehaltlos zu. Hingegen wurde sie von 74 % der Historiker und 51 % der Wirtschaftswissenschaftler vorbehaltlos abgelehnt.

#### Reform-Maßnahmen
Der Sinn der Wirtschaftsreformen bestand darin, die Marktwirtschaft zu retten, indem die schlimmsten Exzesse unterbunden und eine stabilere Wirtschaftsordnung geschaffen wurden. Durch Regulierung des Bankensystems und des Wertpapierhandels wurden die Finanzmärkte weniger krisenanfällig. Die Arbeitsbeziehungen zwischen Arbeitgebern und Arbeitnehmern sowie dem Staat als vermittelnder Instanz entwickelten sich mit Anerkennung der Gewerkschaften zu einem eher partnerschaftlichen Verhältnis.
Die durch den New Deal geschaffene neue Wirtschaftsordnung überstand den Zweiten Weltkrieg und auch Wahlerfolge der republikanischen Partei unbeschadet, insbesondere auch weil die republikanische Partei keine ernsthaften Versuche mehr unternahm, wesentliche Teile des New Deal zu ändern oder rückgängig zu machen. Es kann davon ausgegangen werden, dass die neue Wirtschaftsordnung ein bestimmender Faktor für die Länge und das Ausmaß des außergewöhnlichen Nachkriegsbooms war.
Die Bankreform des New Deal wurde seit den 1980er Jahren gelockert. Die Aufhebung des Glass-Steagall Act 1999 erlaubte ein schnelles Wachstum der Schattenbanken. Da diese weder staatlich reguliert noch durch ein finanzielles Sicherheitsnetz abgesichert waren, waren die Schattenbanken ein zentraler Grund für die Finanzkrise ab 2007 und die Weltwirtschaftskrise ab 2007.

### Auswirkung auf Minderheiten

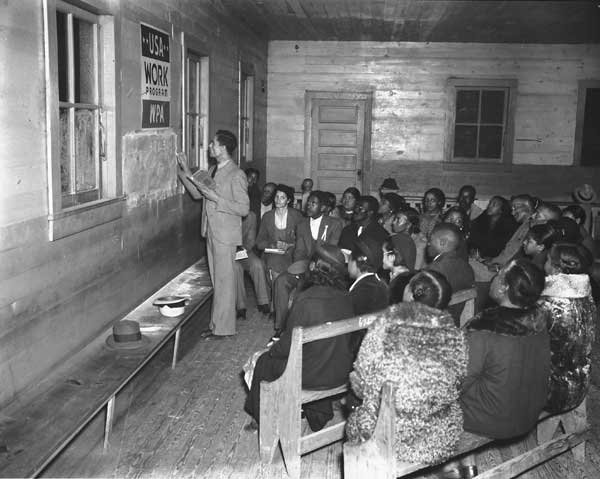
Von der Works Progress Administration finanzierte Abendschule für Schwarze

Der Indian Reorganization Act brachte eine bescheidene Besserung der Situation der Indianer. Die Schwarzen und andere Minderheiten erlangten aber auch durch den New Deal keine Gleichberechtigung. Von Roosevelts Brain Trust setzten sich vor allem Eleanor Roosevelt, Harry Hopkins und Harold Ickes sehr für die Rechte der Schwarzen ein. Roosevelt war sich jedoch bewusst, dass er politisch auf die Stimmen der demokratischen Abgeordneten aus den Südstaaten angewiesen war, die von einer Gleichberechtigung der Schwarzen nichts wissen wollten. Er unternahm daher keinen Versuch, die Gleichberechtigung gesetzlich zu erzwingen. Allerdings profitierten die von Arbeitslosigkeit und Armut überdurchschnittlich stark betroffenen Schwarzen in besonderem Maß von den diskriminierungsfreien Arbeits- und Sozialprogrammen des New Deal. Dies wirkte sich auch bei den Wahlen aus. Die Schwarzen hatten bis 1932 traditionell die Partei gewählt, die im amerikanischen Bürgerkrieg die Abschaffung der Sklaverei erzwungen hatte, also die Republikaner. Ebenso wie viele in Armut lebende Weiße begannen aber auch viele Schwarze, Roosevelt als Retter in der Not zu sehen. In einer Wahlumfrage vor der Präsidentschaftswahl von 1936 zeigten sich 76 % der Schwarzen bereit, für Roosevelt zu stimmen. Durch die Wählerwanderung ergab sich nach und nach auch ein zunehmender Einfluss der Bürgerrechtsbewegung auf die Demokratische Partei. Dennoch kam es erst in den 1960er Jahren unter dem demokratischen Präsidenten Lyndon B. Johnson zu großen Erfolgen in der Frage der Gleichberechtigung der Schwarzen.

### Schlüsseldebatten

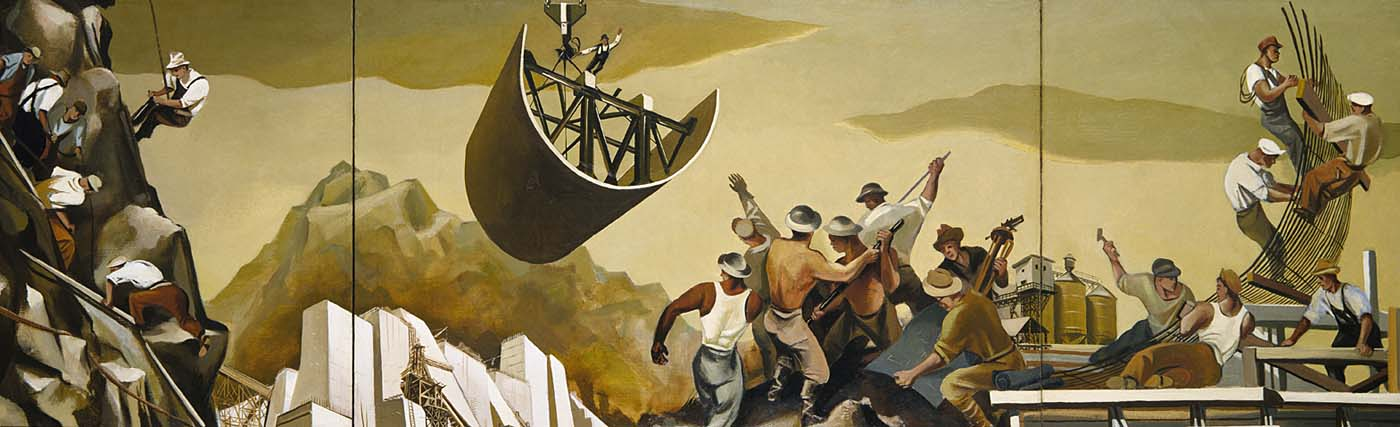
William Groppers Wandbild Construction of a Dam (1939) entstand im Rahmen von Arbeitsbeschaffungsmaßnahmen der Works Progress Administration für Künstler.

Arthur M. Schlesinger und William E. Leuchtenburg sehen den New Deal als eine Reaktion auf die Wirtschaftskrise, die vor allem von Anteilnahme an dem Leid der Bevölkerung geprägt war. Der Zeitzeuge und New-Deal-Anhänger Schlesinger erinnert in seiner Trilogie The Age of Roosevelt (1957, 1958, 1960) daran, dass die vor allem der Mittelschicht zugutekommenden sozialstaatlichen Reformen gegen den Widerstand der Oberschicht hatten durchgesetzt werden müssen. Leuchtenburgs Franklin D. Roosevelt and the New Deal 1932–1940 (1963) ist ebenfalls aus einer grundsätzlichen Sympathie heraus geschrieben, beleuchtet den New Deal aber mit etwas kritischerer Distanz. Er argumentiert, dass der New Deal eine gerechtere Gesellschaft geschaffen hat, indem bisher ausgeschlossene gesellschaftliche Gruppen eine gewisse Anerkennung erfuhren, so z. B. die Gewerkschaften. Andererseits bemängelt er, dass diese Probleme nur teilweise gelöst wurden; für die Bewohner von Elendsvierteln, Pachtfarmer und Schwarze besserte sich die Situation wenig. Verstärkte staatliche Intervention sei notwendig gewesen, weil die bis dahin vielgerühmte Unsichtbare Hand des unregulierten Marktes versagt habe.
In den 1960er Jahren kritisierte die Historikergeneration der Neuen Linken den New Deal als eine verschwendete Chance zu radikalen Änderungen. Barton J. Bernstein bemängelt, dass der New Deal den Verarmten wenig geholfen habe und keine Umverteilung des Einkommens bewirkt habe. Paul Conkin moniert ganz ähnlich, dass die Ziele sozialer Gerechtigkeit und einer zufriedeneren und erfüllteren Gesellschaft verfehlt worden seien.
Im Gegensatz dazu wurde der New Deal in den 1970er Jahren von solchen Historikern und Ökonomen, die eine freie (unregulierte) Marktwirtschaft befürworten, aus gegenteiligen Gründen kritisiert. Die Maßnahmen seien viel zu weit gegangen, staatliche Ausgaben hätten die Inflation angeheizt. Die Übernahme staatlicher Verantwortung für das Existenzminimum der Bürger habe diese von Sozialhilfe abhängig gemacht und unternehmerische Kreativität erstickt. Ein prominenter Vertreter dieser Richtung ist Milton Friedman. Friedman war unter der Roosevelt-Regierung in der Works Progress Administration beschäftigt, für die er Einkommen amerikanischer Familien analysierte, um das Ausmaß der Not einzuschätzen. Er erklärte 1999 rückblickend, dass er die reform-Maßnahmen des New Deal ablehnte, insbesondere die Arbeit der National Recovery Administration, den Agricultural Adjustment Act und die Einführung eines rudimentären Sozialstaates. Die relief- und recovery-Maßnahmen erachtete er hingegen für sinnvoll. Die Belebung der Wirtschaft und insbesondere die expansive Geldpolitik hielt er für notwendig. Die Arbeitsbeschaffungsprogramme und die Sozialhilfemaßnahmen sah er ebenfalls als situationsangemessen an. In seinem erst in den 1970er Jahren breit rezipierten Buch The Road to Serfdom (1944) schrieb Friedrich August von Hayek, dass er fürchte, die Ausweitung staatlicher Verantwortung durch den New Deal könne zu einer Zentralverwaltungswirtschaft und zu politischer Sklaverei führen. Diese Autoren sahen die Wahl Ronald Reagans zum US-Präsidenten als Wendepunkt an, sie erwarteten, dass Reagan die Ausweitung staatlicher Verantwortung rückgängig machen würde.
Den Werken der 1980er Jahre lag die Tendenz zugrunde, den New Deal nicht daran zu messen, was nicht erreicht wurde, sondern daran, was gegen die Beharrungskräfte des politischen Systems der Vereinigten Staaten erreicht wurde. Das Buch The Rise and fall of the New Deal order, 1930–1980 (1989) von Steve Fraser und Gary Gerstle beschäftigt sich vor dem Hintergrund der beginnenden Reagan-Ära vor allem mit der Kontinuität und Folgewirkung des New Deal. Neuere Literatur der 1980er Jahre von Robert Eden, The New Deal and its legacy: critique and reappraisal (1989) und Harvard Sitkoff Fifty years later: the New Deal evaluated (1985) bestätigte, dass der New Deal ein großer Umbruch in der Politik-, Sozial- und Wirtschaftsgeschichte war. Anthony Badgers The New Deal (1989) bewertete die Erfolge bei den Sozialreformen als bescheiden, betonte dabei aber die Hartnäckigkeit der zu überwindenden Widerstände bei konservativen Demokraten, Republikanern und Wählern. Alan Brinkley kam in seinem Buch The New Deal and the Idea of the State (1989) zu dem Ergebnis, dass dem New Deal kein konsistentes Konzept zugrunde lag, sondern die Forderung nach einer möglichst aktiven Regierung. Ein hoher Anspruch an Verantwortung und Effektivität der Regierung sei bis heute ein Unterscheidungsmerkmal zwischen liberalen Demokraten und konservativen Republikanern.
Der Historiker David M. Kennedy sieht in seinem mit dem Pulitzer-Preis ausgezeichneten Werk Freedom From Fear, The American People in Depression and War 1929–1945 (1999) ein Leitmotiv des New Deal darin, den Bürgern Unsicherheit zu nehmen. Dieses Motiv ziehe sich durch die gesamte Gesetzgebung: von der Reform des Banken- und Börsenwesens, welche den Anlegern mehr Sicherheit gab, über die Arbeit der National Recovery Administration, welche den Unternehmen mehr Planungssicherheit verschaffen sollte, bis hin zur Begründung des Sozialstaates und der Unterstützung in Not geratener Landwirte. Es gebe einiges, was der New Deal nicht erreicht bzw. zum Teil auch nicht bezweckt habe, wie z. B. die Umverteilung von Einkommen oder die Abschaffung der Marktwirtschaft. Gleichwohl sei vieles erreicht worden, insbesondere hätten die Wirtschaftsreformen dafür gesorgt, dass die im marktwirtschaftlichen Wirtschaftssystem erzielten Gewinne gleichmäßiger verteilt werden konnten (Great Compression). Als wesentlich hierfür nennt er insbesondere die Anerkennung der Gewerkschaften, die Regulierung der Banken und Börsen, mit der weiteres Marktversagen verhindert worden sei, und die Einführung von Sozialversicherungen, welche den Bürgern größere finanzielle Sicherheit verschafft hätten.
Aus systemtheoretischer Sicht gilt die Entscheidung für den „New Deal“ als Entscheidung gegen den Totalitarismus sozialistischer und faschistischer Prägung. Durch „Konstitutionalisierungen“ sei die Wirtschaft nationalstaatlichen Limitationen unterworfen worden, ohne ihre grundsätzliche Autonomie zu opfern.

## Maßnahmen des New Deal im Überblick

### Unbefristete Maßnahmen
- Reconstruction Finance Corporation (RFC): von der Hoover-Administration 1932 gegründete und unter der Roosevelt-Administration unter Führung von Jesse Holman Jones erweiterte Behörde, die Banken und Unternehmen mit Krediten versorgte. Sie wurde 1954 aufgelöst.
- Abschaffung des Goldstandards im Jahr 1933. (bis heute).
- Tennessee Valley Authority (TVA): eine 1933 gegründete Gesellschaft, die das unterentwickelte Tennessee Valley u. a. mit Strom versorgte. (Besteht heute noch).
- Agricultural Adjustment Act (AAA): ein 1933 erlassenes und 1935 geändertes Gesetz, das Finanzhilfen zur Stabilisierung der Preise für Agrarprodukte vorsah. (Besteht heute noch).
- Federal Deposit Insurance Corporation (FDIC): versichert private Bankeinlagen und Finanzaufsicht über die Banken. (Besteht heute noch).
- Glass-Steagall Act: 1933 verabschiedet. Regulierte das Finanzsystem, insbesondere durch Einführung des Trennbankensystems. 1999 abgeschafft, seit der Finanzkrise ab 2007 wird die Wiedereinführung diskutiert.

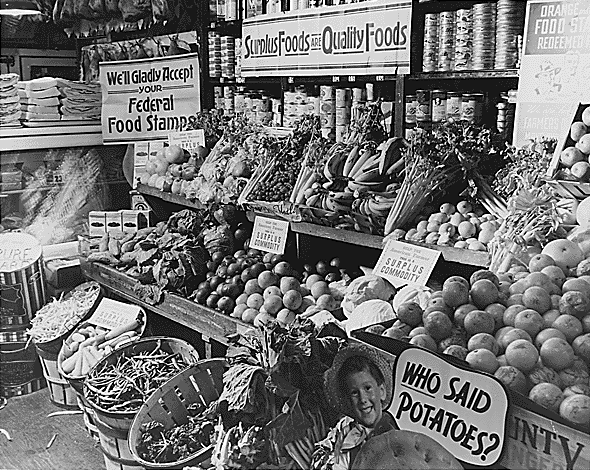
Surplus Commodities Program, 1936

- Securities Act of 1933: 1933 verabschiedetes Gesetz, das u. a. die United States Securities and Exchange Commission zur Aufsicht über die Wertpapiergeschäfte schuf. (Besteht heute noch).
- Indian Reorganization Act: 1934 verabschiedetes Gesetz, welches den Indianern mehr Eigenständigkeit ermöglichen sollte. (Besteht heute noch).
- Social Security Act: 1935 verabschiedetes Gesetz, mit dem ein Sozialstaat in den Vereinigten Staaten begründet wurde. (Besteht heute noch).
- Wagner Act: 1935 verabschiedetes Gesetz, mit dem Gewerkschaften als Tarifpartei anerkannt und das heute noch bestehende National Labor Relations Board gegründet wurde. Das Gesetz wurde 1947 durch das Taft-Hartley-Gesetz etwas modifiziert. (Besteht heute noch.)
- Aid to Families with Dependent Children (AFDC): Ein Programm zur zeitlich unbefristeten Unterstützung besonders alleinerziehender Eltern mit Kindern.[205] (Wurde 1996 unter Protesten durch die Temporary Assistance for Needy Families ersetzt, die zeitlich befristet ist)[206]
- Judicial Procedures Reform Bill of 1937: eine Gesetzesinitiative von 1937 zur Justizreform, die scheiterte, aber zu dem Verfassungswandel von 1937 beitrug.
- Federal Crop Insurance Corporation (FCIC): 1938 geschaffene Behörde, die Landwirte gegen Ernteausfälle versichert, wurde 1996 reorganisiert. (Besteht heute noch).
- Surplus Commodities Program: 1936 eingeführtes Programm, mit dem Lebensmittel an Arme verteilt wurden. (Besteht heute noch als Supplemental Nutrition Assistance Program).
- Fair Labor Standards Act: 1938 verabschiedetes Gesetz, mit dem die Wochenarbeitszeit auf maximal 44 Stunden festgesetzt wurde. Außerdem wurde ein Mindestlohn eingeführt und Kinderarbeit verboten. Die Wochenarbeitszeit wurde später auf 40 Stunden reduziert und der Mindestlohn verschiedentlich angehoben. (Besteht heute noch).
- Rural Electrification Administration, (REA): eine Behörde, welche in abgelegenen Gegenden die Stromversorgung organisiert. (Besteht heute noch als Rural Utilities Service).
- Resettlement Administration (RA): eine Behörde, welche die Umsiedlung verarmter Landwirte (insbesondere aus Dust-Bowl-Regionen) organisierte. Wurde 1935 durch die Farm Security Administration ersetzt.
- Farm Security Administration (FSA): eine Behörde die Hilfe für sehr verarmte Landwirte organisierte. (Besteht heute weiter als Farmers Home Administration).

### Befristete Maßnahmen
- United States bank holiday: im Jahr 1933 wurden alle Banken für einige Tage geschlossen. In dieser Zeit wurde evaluiert, welche Banken mit Staatshilfe gerettet werden konnten und welche für immer geschlossen bleiben mussten.
- Homeowners Loan Corporation (HOLC): Half überschuldeten Hauseigentümern eine Zwangsvollstreckung und den Banken einen Kreditausfall zu vermeiden. Die Maßnahme lief 1951 aus.
- National Recovery Administration (NRA): wurde 1933 gegründet, um die Deflation zu bekämpfen. Sie versuchte, möglichst viele Unternehmen zu einem freiwilligen Verzicht auf unfairen (Preis-)Wettbewerb, Mindestpreisen, Mindestlöhnen, der Anerkennung von Gewerkschaften etc. zu bewegen. Sie wurde 1935 vom Supreme Court für verfassungswidrig erklärt.
- Federal Emergency Relief Administration (FERA): Nachfolgerin der noch 1932 unter der Hoover-Administration gegründeten Emergency Relief Administration. Sie initiierte kleinere Arbeitsbeschaffungsmaßnahmen und wurde 1935 durch die Works Progress Administration ersetzt.
- Works Progress Administration (WPA): 1935 gegründete Behörde, die Arbeitsbeschaffungsmaßnahmen für mehr als 2 Millionen Arbeitslose schuf. Das Programm lief 1942 aus.
- Public Works Administration (PWA): wurde 1933 zur Planung und Durchführung von Großprojekten als Arbeitsbeschaffungsmaßnahmen gegründet. Das Programm lief 1938 aus.
- Civilian Conservation Corps (CCC): bestand von 1933 bis 1942 als Arbeitsbeschaffungsprogramm für junge Männer. Der CCC wurde zu Aufforstungen, zur Bekämpfung von Waldbränden, zum Bau von Straßen und zur Bekämpfung von Bodenerosion eingesetzt.
- Civil Works Administration (CWA): initiierte zwischen 1933 und 34 einige Arbeitsbeschaffungsmaßnahmen.